# История Москвы

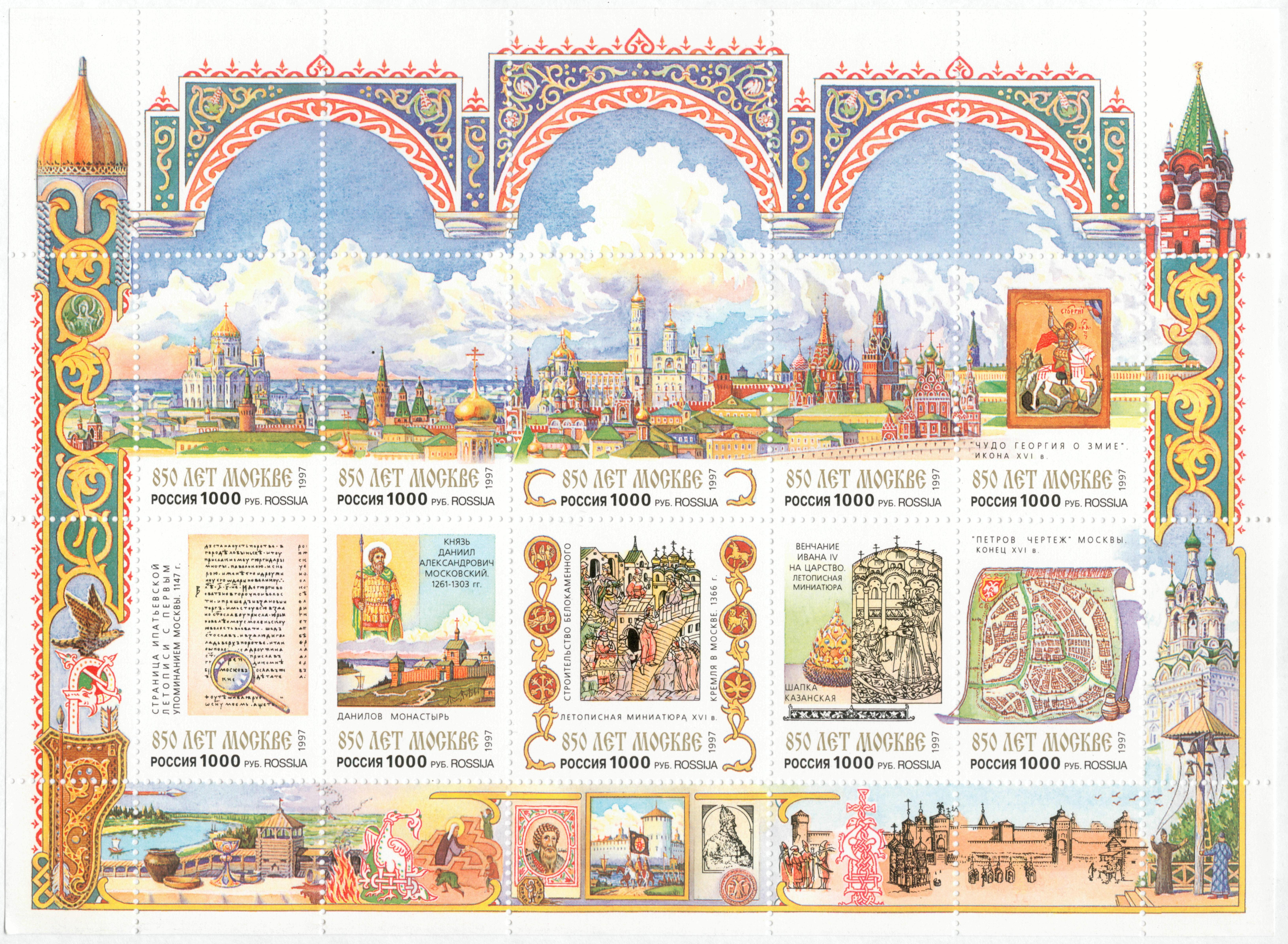
Малый лист почтовых марок, изданный Почтой России к 850-летию Москвы, 1997

Исто́рия Москвы́ — крупнейшего города и столицы России — насчитывает, по крайней мере, 878 лет.
Первое письменное упоминание о Москве относится к 1147 году. Археологические работы, проведённые в районе Кремля, свидетельствуют, что в XI веке на этом месте уже существовало поселение, защищённое валом и рвом, что позволяет отнести его к категории городских. Благодаря своему положению на реке Москве, город играл важную историческую роль как экономический и политический центр.

## Древние поселения
Сходненский череп, найденный в 1939 году возле города Тушино близ впадения реки Сходни в Москву-реку, является самым ранним свидетельством проживания человека на территории Москвы около 16—10 тысяч лет назад.
В Москве на Покровском бульваре найден скребок эпохи мезолита, на Сретенке найден кремнёвый резец эпохи неолита.
На территории бывшего Воспитательного дома в Китайгородском проезде найдены фрагменты лепных керамических сосудов с ямочным орнаментом, характерным для позднего этапа льяловской культуры.
В Царицынском парке обнаружено поселение среднего бронзового века фатьяновской культуры. Это первое обнаруженное фатьяновское поселение на территории Волго-Окского междуречья. Носители фатьяновской культуры — индоевропейское население, которое первым стало заниматься земледелием и скотоводством на этой территории. Могильники фатьяновской культуры также найдены у бывших деревень Спас-Тушино и Давыдково, а отдельные каменные орудия и оружие найдены в Крылатском, Зюзино, Чертаново.
На территории Москвы найдено несколько городищ дьяковской культуры приблизительно VII века до нашей эры: Дьяковское городище, где такое поселение было впервые обнаружено, в районе Нескучного сада, Нижних Котлов, на территории храма Христа Спасителя, в районе Самотёки, на Потылихе, в Большом Кремлёвском сквере. В 1-м тысячелетии н. э. на территории города проживали финно-угорские племена, в основном дьяковцы.
Славянские сёла появились на территории Москвы не позже IX века. Это был северный край расселения вятичей, на границе с землями кривичей.

## Название
Появление названия города, как и названий многих городов мира, связано с именем реки Москвы, которая носила это имя задолго до появления поселения. Кем дано название, и что оно означает, точно не известно. На сегодняшний день существует три основных версии: балтская, славянская и финно-угорская.
Балтская и славянская версии указывают на то, что корень моск- означал «вязкий, топкий» или «болото, сырость, влага, жидкость». Балтское название реки могло оставить племя голядь, а славянское — жившие здесь вятичи.
Согласно финно-угорской версии, слово Москва происходит из какого-то волжско-финского языка, и означает «река-Медведица» либо «Коровья река». Существуют и другие версии происхождения названия города, но они менее состоятельны и убедительны. В частности, популярное сравнение названия Москвы с прикамскими гидронимами на -ва (Колва, Яйва, Сылва) несостоятельно, поскольку слово ва со значением «вода» есть только в языке коми, никогда не живших даже близко к Москве.

## Появление и становление

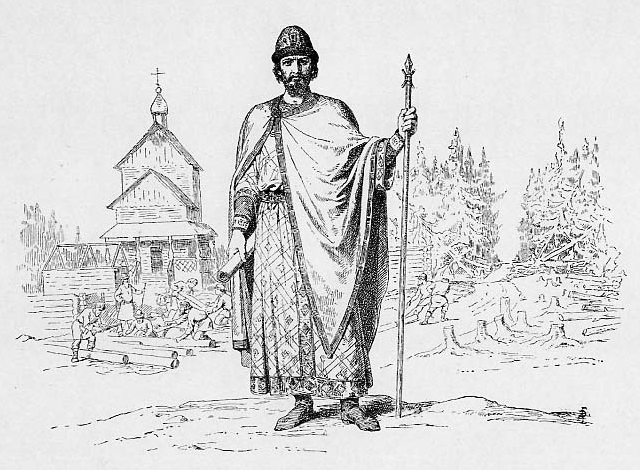
Юрий Долгорукий, которому приписывается основание Москвы. Василий Верещагин, альбом «История Государства Российского в изображениях державных его правителей с кратким пояснительным текстом», 1896

Река Москва представляла собой связующее звено между важными торговыми путями. Её верхнее течение почти примыкало к северной части волжского торгового пути, выводившего далее через озеро Селигер и Великий Новгород (либо через Западную Двину и Полоцк) в Балтику. При движении на восток через расположенные вблизи Москвы истоки Клязьмы либо вниз по самой реке Москве можно было попасть на Оку и вниз по её течению на Волгу, в Булгар и Каспийское море. При движении от устья реки Москвы вверх по Оке, на юг, можно было попасть в верхнее течение Дона и по нему в Азовское и Чёрное моря либо на Нижнюю Волгу и Каспий.
Возраст Москвы точно не известен. По мнению А. Г. Векслера, первого главного археолога города, её возраст может превышать 1000 лет, о чём свидетельствуют монеты и вещи, найденные при археологических раскопках. Археолог А. В. Куза считал, что укреплённое древнерусское поселение возникло на рубеже XI—XII веков, а найденный вещевой материал указывает на ещё более раннее заселение.

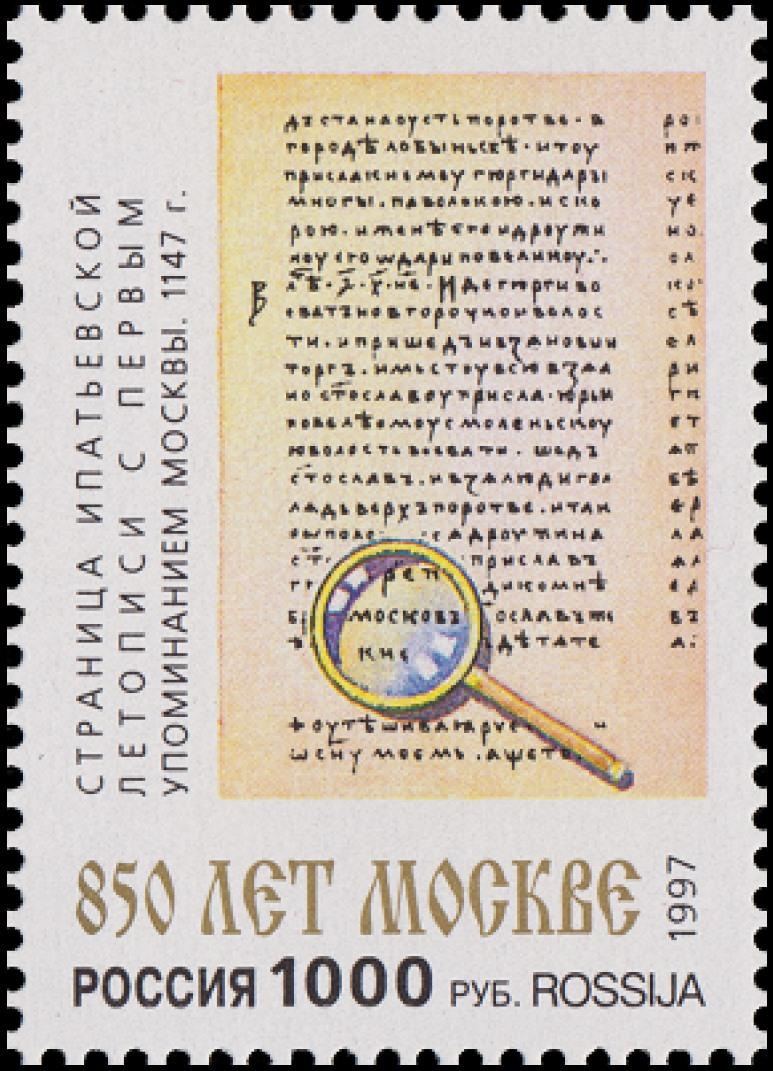
Страница Ипатьевской летописи с первым упоминанием о Москве в 1147 году. Малый лист почтовых марок, изданный Почтой России к 850-летию Москвы, 1997

Первым летописным упоминанием о Москве является известие Ипатьевской летописи, известной по спискам XV и XVI веков, о встрече в неком Москове ростово-суздальского князя Юрия Долгорукого с друзьями и союзниками во главе с новгород-северским князем Святославом Ольговичем в день «Пятка на Похвалу Богородицы» (в субботу 4 апреля) 6655 года (1147 год от Рождества Христова): «Приди ко мнѣ брате въ Московъ. Ст҃ославъ же ѣха къ нему съ дѣтѧтемъ своимъ Ѡлгомъ».
Собственно город был основан на высоком Боровицком холме, в месте слияния рек Москвы и Неглинной, выше реки Яузы. Рядом находилось село Кучко́во, уже существовавшее до возникновения Москвы. Какое-то время названия Кучко́во/Кучко́в и Москва конкурировали между собой.
Согласно летописи «О зачале Московского княжения», пересказанной историком XVIII века В. Н. Татищевым, сёла на территории современной Москвы (Воробьёво, Симоново, Высоцкое, Кулишки, Кудрино, Сущёво) принадлежали суздальскому боярину Ку́чке. По каким-то причинам боярин впал в немилость у Юрия Долгорукого, который казнил Кучку и завладел его землями (согласно недошедшей летописи, которой пользовался Татищев — Кучка хотел бежать в Киев со своей женой, которая была любовницей Юрия Долгорукого; но князь настиг и убил его в Москве, возвратившись из похода на Торжок зимой 1146—1147 годов. Многие историки однако считают это известие недостоверным. Поэтому Москва первое время носила второе название «Кучко́во» («Кучко́в»), а район между Лубянкой и Сретенскими воротами до XV века был известен как Кучково поле.
В Ипатьевской летописи под 1176 годом фигурирует не Москва, а Кучко́во («Москва рекше Кучково»), а в новгородской берестяной грамоте № 723 (не ранее 60 годов XII века) — Кучко́в.
В результате земляных работ 1959—1960 годов было установлено существование древнерусского «мысового» городища на территории современного Кремля уже в конце XI века, обнаружены остатки древнего оборонительного рва на углу современного Большого Кремлёвского Дворца. Во дворе современного здания Оружейной палаты, при реставрации кремлёвских стен, в шурфе на шестиметровой глубине открылась вымостка из щебёнки — слабый след древней улицы, спускавшейся к Неглинной. На ней была найдена вислая свинцовая печать, которую сначала посчитали оттиснутой в Киевской митрополии между 1091 и 1096 годами (согласно В. Л. Янину), но позже выяснилось, что она более поздняя, возможно, владимирская. С другой стороны Боровицкого холма на низменный берег реки Москвы спускалась улица, ведшая к пристани, в районе современной Москворецкой набережной (вблизи к/т «Зарядье»). Севернее современного Успенского собора проходила другая улица, деревянная мостовая созданная в конце XI века (по данным дендрохронологии примерно в 1080—1090-х годах). В разных местах найдены следы железоделательного, кузнечного и кожевенного ремесленного производства неукреплённой части раннего города — посада, существовавшего в конце XI века.
К 1156 году Тверская летопись, известная по спискам XVII века, относит строительство Юрием Долгоруким первой деревянно-земляной крепости на юго-западной оконечности Боровицкого холма: «заложи градъ Моськву на устий же Неглинны, выше рекы Аузы». Существуют также археологически неподтверждённые предположения о более ранней постройке крепости. Предположительно, строительством в 1156 году руководил старший сын Юрия Долгорукого, Андрей Юрьевич (будущий Андрей Боголюбский). Крепость на Боровицком холме была небольшой (периметр её стен составлял около 510 м). Конструкция укрепления, в которой в нижней части был использован ряд срубов, а в верхней — сооружение, изготовленное по хаковой (крюковой) технологии, имеет аналогии с «перекладными» конструкциями в верхней части Змиевых валов на Киевщине. Радиоуглеродное и археологическое датирование деревянных элементов крюковой конструкции вала указывает на первую половину XII века.
На протяжении XII — первых десятилетий XIII веков Москва входила в состав территории великого княжества Владимирского. Москва была единственной пограничной крепостью на юго-западной границе Владимирского великого княжества, поэтому она контролировала пограничье княжества с Новгородской республикой, Черниговским, Смоленским и Рязанским княжествами.

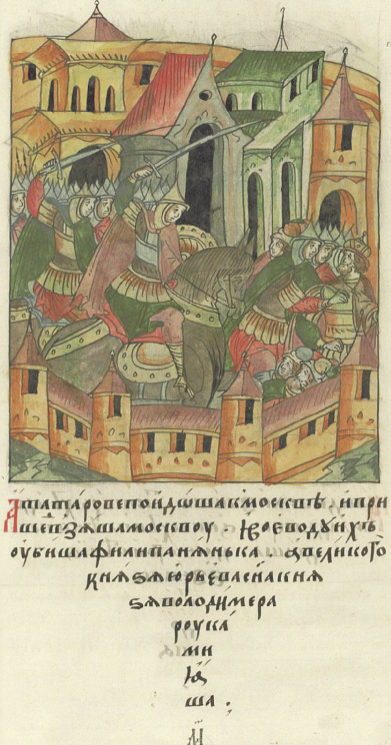
Разорение Москвы в 1238 г., Лицевой летописный свод, сер. XVI в.

Москва упоминается в ходе событий междоусобной войны в Северо-Восточной Руси 1174—1176 годов. Осенью 1176 года Москва и окрестные сёла были сожжены во время нападения рязанского князя Глеба Ростиславича, но вскоре город был восстановлен.
В культурном слое конца XII — первой трети XIII века под 14-м корпусом Кремля была найдена каменная форма для отливки металлических грузиков, которая содержит самую древнюю кириллическую надпись на территории Москвы. На формочке имеется около полутора десятков букв, часть из которых — в зеркальном начертании. Четыре буквы читаются как «РИЯН». Мастер, предположительно, пытался процарапать на формочке своё имя.
В 1208 году в окрестностях Москвы владимирский княжич Юрий Всеволодович разбил войска Михаила Всеволодовича Пронского и Изяслава Владимировича, князей Пронских.
После смерти великого князя Владимирского Всеволода Большое Гнездо (младшего сына Долгорукого) Москва досталась его второму сыну Юрию Всеволодовичу; но год спустя, в 1213 году её ненадолго захватил младший брат Юрия Владимир Всеволодович. Вскоре он был вынужден отдать Москву обратно; по утверждению В. Н. Татищева, позже Владимир вернулся в Москву и жил здесь до смерти в 1228 году. Впоследствии Юрий Всеволодович, как великий князь Владимирский, передал Москву своему младшему сыну Владимиру Юрьевичу, который и княжил в ней вплоть до монголо-татарского нашествия на Русь. В январе 1238 года Москва была разграблена и сожжена монголами, воевода Филипп Нянка убит, сам князь Владимир Юрьевич взят в плен и позже убит под стенами Владимира. Сообщение Рашид-ад-Дина, по всей видимости относящееся к Москве, говорит о 5-дневной осаде; в выписке начала XVIII в. из недошедшей летописи можно прочитать и такие подробности, как успешная вылазка москвичей, в отместку за которую татары разрубили на куски взятого ими живым воеводу Нянка. Рассказывая о событиях 1238 года, летопись упоминает применительно к Москве «церкви, монастыри, села», что говорит о значении и размерах города.
По смерти великого князя Ярослава Всеволодовича (1246), при разделе городов Владимиро-Суздальских земель между его сыновьями, Москва досталась Михаилу Хоробриту (Храброму). В 1248 году Михаил стал великим князем владимирским, а в начале 1249 года был убит в битве с литовцами на реке Протве, на границе Московского княжества. Кто был правителем Москвы в последующие годы — достоверно неизвестно. Большинство исследователей полагают, что московские земли были непосредственно включены в состав великого княжения, но существуют и указания на то, что в Москве княжил сын Михаила Хоробрита Борис Михайлович.

## Центр удельного княжества
Московское княжество было выделено из великого княжества Владимирского в 1263 году согласно завещанию великого князя владимирского Александра Невского его младшему сыну Даниилу Александровичу. Первоначально Московское княжество после своего образования в 1263 году включало только земли в среднем течении реки Москвы. Его столица Москва была единственным городом княжества.
Москва была передана в удел Даниилу, когда ему было два года. Вначале он состоял под опекой своего дяди, великого князя Ярослава Ярославича Тверского, а начиная с 1271 года правил самостоятельно вплоть до своей смерти в 1303 году. При Данииле владения Москвы расширились, к ним были присоединены соседние Коломенское и Можайское княжества, были основаны древнейшие из существующих московских монастырей: Богоявленский и Даниловский. В 1293 году Москва была разорена татарами Тудана. Даниил умер, оставив после себя пятерых сыновей, из которых наибольший вклад в историю города внесли старшие Даниловичи: Юрий и Иван Калита.

## Возвышение

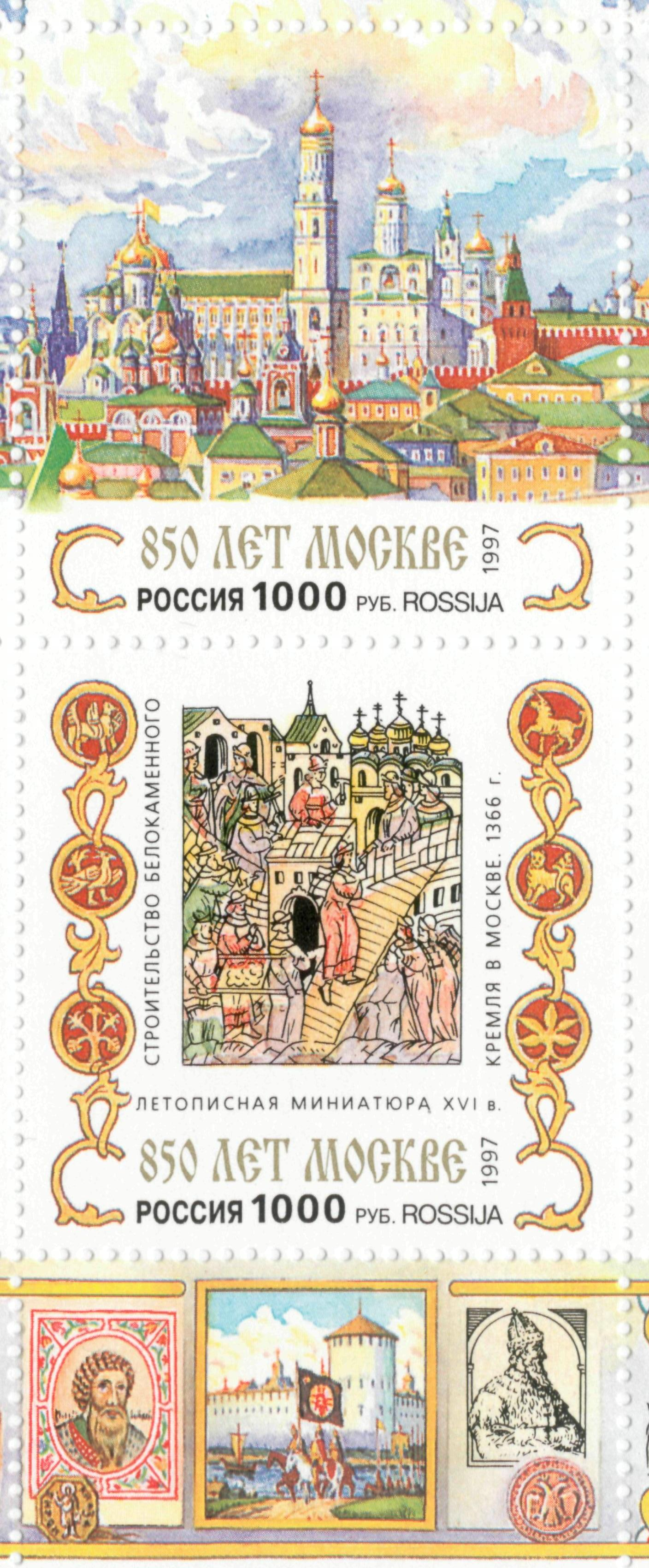
Почтовая сцепка «Строительство белокаменного Кремля в Москве», Россия, 1997, из марочного листа «850 лет Москве», внизу Иван Калита и Иван III

Возвышение Москвы в первой половине XIV века напрямую связано с монголо-татарским владычеством на Руси. Золотая Орда собирала дань с русских княжеств, время от времени на Русь накатывались волны разрушительных набегов ордынцев. Князья должны были получать в Орде разрешение на княжение — ярлык. Долгое время великокняжеский ярлык имели тверские князья, пока в результате интриг из рук ордынского хана его не получил московский князь Юрий Даниилович (1303—1325), который стал первым московским князем, получившим ярлык на великое княжение владимирское. Впрочем, князь не долго праздновал победу — его зарубил прямо в Орде сын оговорённого тверского князя. Но ярлык сохранился за наследниками московского князя и Иван Калита подкрепил великокняжескую власть правом сбора дани с русских земель для передачи Золотой Орде, это обстоятельство стало одним из серьёзных факторов укрепления позиций Московского княжества. Другим фактором стала отдаленность и относительная защищённость московских земель, укрытых густыми лесами, благодаря чему сюда потянулись люди, ища укрытия и защиты от войск иноземцев. В 1325 году в Москву из Владимира-на-Клязьме перенёс свою резиденцию митрополит Киевский и всея Руси Пётр, после чего Москва стала одним из основных центров православия.
Собирая дань для Орды, Иван Калита (1284—1340) сумел накопить значительные богатства, которые использовал для расширения влияния Москвы. Он купил целый ряд земель: Углич, Галич Мерский, Белоозеро; поддерживал великокняжеский контроль над многими другими территориями. Основным соперником Москвы в то время стало Тверское княжество. Иван Калита использовал силу Орды для установления собственного господства и победы над тверскими князьями, хотя соперничество с Тверью продолжалось ещё долгие десятилетия. При Калите в Москве развернулось масштабное строительство, появились первые каменные здания (до той поры город был полностью деревянным). В 1329 году была возведена церковь-колокольня Иоанна Лествичника, в 1330 году было завершено строительства храма Спаса на Бору — самой старой московской церкви, дожившей до XX века и разрушенной в 1933 году; в 1326 и 1333 годах взамен деревянных церквей были возведены белокаменные Успенский и Архангельский соборы, последний из которых стал усыпальницей московских правителей. В 1339 году Московский Кремль был обнесён новыми стенами и башнями из дуба.
Положение Москвы продолжало укрепляться и при наследниках Ивана Калиты: Симеоне Гордом (1340—1353), Иване Красном (1353—1359) и, особенно, Дмитрии Донском (1359—1389). При них за московскими правителями окончательно утвердился титул великих князей: за исключением короткого периода в малолетство Дмитрия Донского, Москва прочно удерживала за собой великокняжеский владимирский стол.
В 1353 году Москву постигло страшное бедствие — эпидемия чумы, унёсшая многие тысячи жизней, включая и великого князя Симеона с сыновьями. В 1365 году Москва выгорела во время страшного Всесвятского пожара (назван по церкви Всех Святых, от которой распространился пожар). Этот пожар был не первым, Москва перед тем выгорала в 1331, 1337, 1343 и 1354 годах. После пожара 1365 года князь Дмитрий с боярами решил ставить каменную крепость. Она была возведена с исключительной быстротой в 1367—1368 годах, причём площадь защищённой территории заметно расширилась. Периметр стен увеличился, по расчётам Н. Н. Воронина, до 1979 метров. Стенами была охвачена почти вся территория нынешнего Кремля, за исключением крайнего северного участка с нынешней Арсенальной башней и узкого участка по берегу Неглинной. С этих пор Москву начинают называть белокаменной. Помимо укреплений Кремля — самой мощной тогда крепости в Северо-Восточной Руси, оборонительная система Москвы во времена Дмитрия Донского и его преемника Василия Дмитриевича дополнилась кольцом монастырей на подступах к городу: были построены укреплённые Андроников (основан около 1357), Зачатьевский (около 1360), Симонов (около 1370), Петровский (около 1377), Рождественский (около 1386) и Сретенский (1397) монастыри.

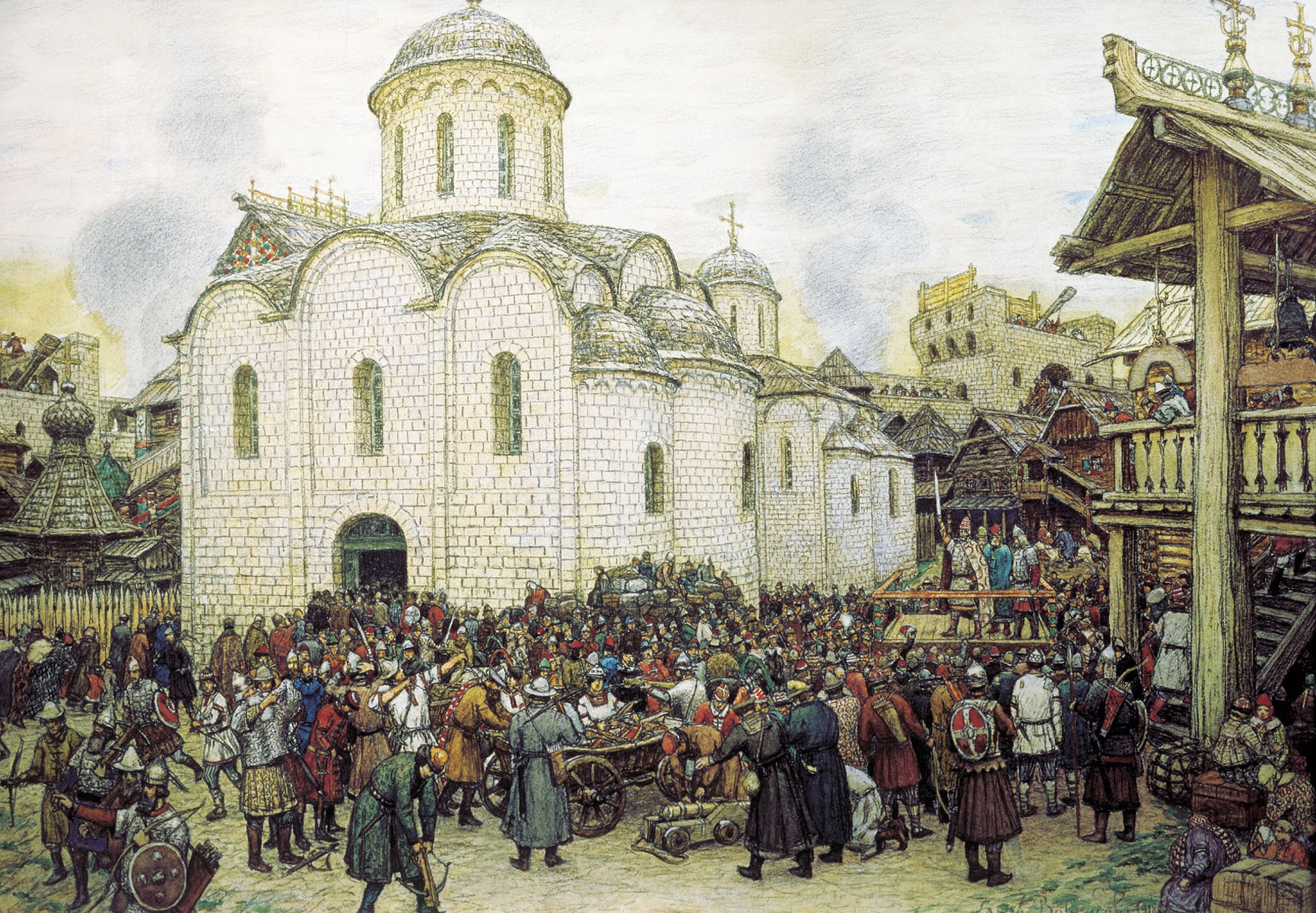
Нашествие Тохтамыша на Москву в 1382 году. А. М. Васнецов

В правление Дмитрия Донского Москва, выдержав целый ряд столкновений со своими соперниками — тверскими князьями и Великим княжеством Литовским, взяла на себя роль объединителя русских земель в борьбе с монголо-татарами. В 1368 году и в 1370 году Москву осаждал литовский князь Ольгерд. Дмитрию удалось нанести Орде два серьёзных поражения: в битве на реке Воже (1378) и в Куликовской битве (1380). Однако он не сумел спасти Москву от разорения в 1382 году — хан Тохтамыш обманом захватил город, подверг его разграблению и сжёг. Дмитрий возобновил выплату дани, и хан закрепил великое княжение за Дмитрием и его потомками (1383). В последующие годы разрушения были устранены, город отстроился и укрепился. Выстроены были новые белокаменные церкви: собор Чудова монастыря, церковь Рождества Богородицы, церковь Благовещения. За пределами Кремля расширялись и укреплялись посады: Великий посад в пределах нынешнего Китай-города; слобода пушкарей — будущий Пушечный двор — в районе современной Пушечной улицы; слободы гончаров, кузнецов и кирпичников в районе современного Большого Спасоглинищевского переулка и чуть позднее в Заяузье; дворцовых бондарей в Замоскворечье, в районе нынешних Кадашёвских переулков; толмачей (ведших дела с Золотой Ордой) в Замоскворечье. В посадах, главном образом в Великом, появились крупные дворы знати и богатых купцов (площадью до 2000 м²), некоторые из которых были хорошо укреплены. К концу XIV века население Москвы составляло 30-40 тысяч человек. Временами Дмитрия Донского датируются так называемые «кремлёвские грамоты», написанные чернилами, отчасти на пергамене, отчасти на бумаге.

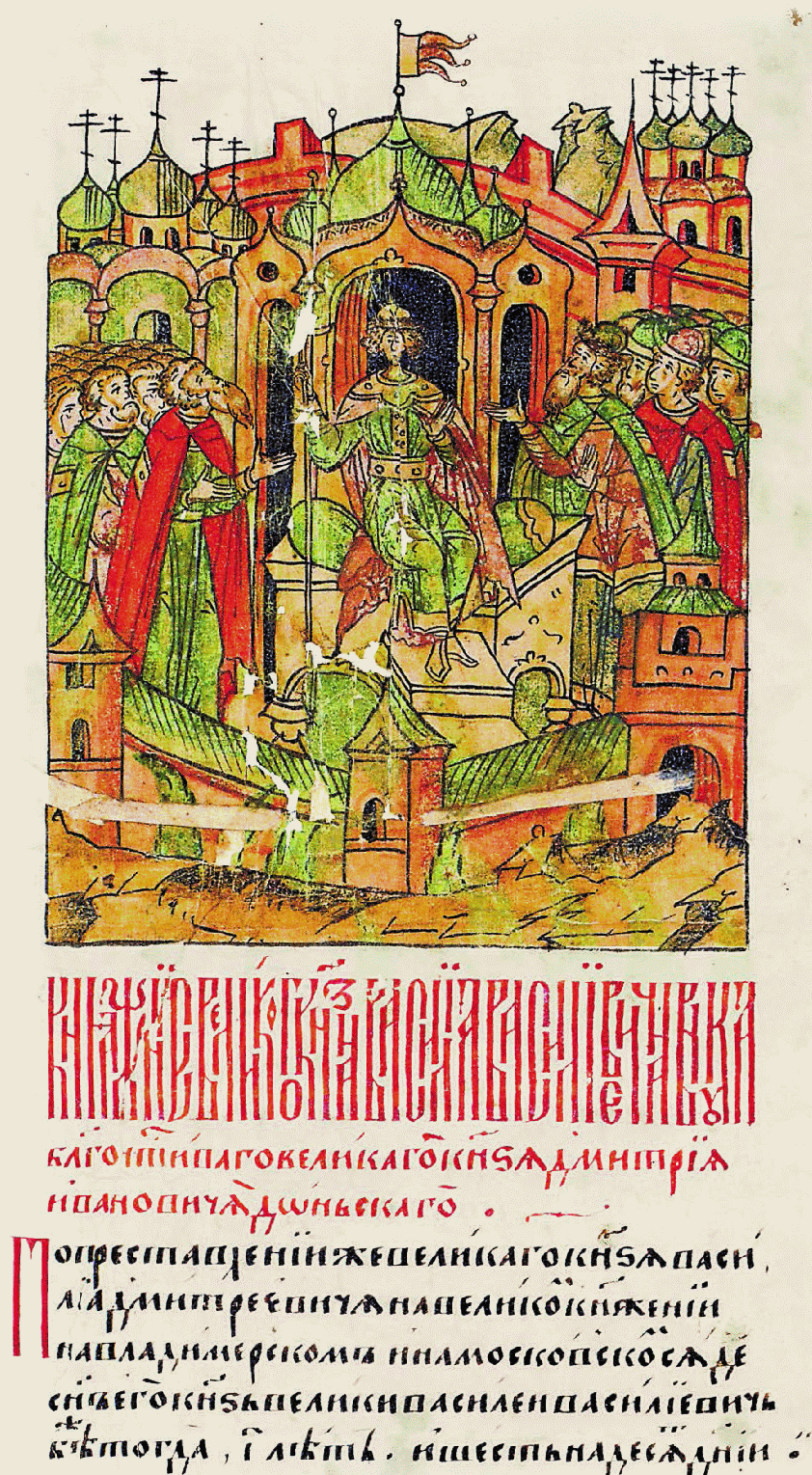
Василий II Тёмный на Московском престоле, Лицевой летописный свод, XVI в.

Во время долгого 36-летнего правления Василия I Дмитриевича (1389—1425) для Москвы настали относительно спокойные времена. Настоящая опасность угрожала ей в этот период лишь однажды, в 1408 году, когда войско темника Золотой Орды Едигея осадило Москву, но взять её так и не сумело. Итогом правления Василия стало новое расширение подвластных Москве земель — к его владениям были присоединены Нижегородское и Муромское княжества, другие земли. В конце XIV — первые годы XV века в Москве работал Феофан Грек, который держал свою мастерскую и выполнял церковные и светские заказы, расписав княжеские терема и соборы Кремля.
Вторая четверть XV века стала для Москвы беспокойным и разрушительным временем большой феодальной войны, победителем из которой вышел князь Василий Васильевич Темный (1425—1462, с перерывами). Укрепляя свою власть в последующие годы, Василий ликвидировал большинство уделов внутри выросшего Московского княжества, поставил в зависимость от него ряд сопредельных земель. В 1439 году московские посады пожгли татары Улу-Мухаммеда. В 1451 году вновь под стенами Москвы появились татары ногайского царевича Мазовши.
В 1448 году впервые митрополит Киевский и Всея Руси (с резиденцией в Москве) Иона Московский был поставлен не константинопольским патриархом, а собором русских архиереев в Москве, что положило начало независимости русской церкви. После падения Константинополя (1453) выросло значение Москвы как религиозного центра.
В 1488 году в Москве произошёл большой пожар. В конце 1480-х годах началось строительство новых кирпичных стен и башен Кремля, которое возглавляли итальянские зодчие, и которые сохранились в основном до наших дней. Новые крупные каменные сооружения, построенные в Кремле при Иване III (1462—1505) в основном итальянскими зодчими (Успенский собор, Архангельский собор, колокольня Ивана Великого, великокняжняжеский дворец), призваны были подчеркнуть значение Москвы как столицы крупного государства. После запрета торговать в Кремле на крестцах (перекрёстках) в посадах возникли центры торговли, на некоторых из них появились гостиные дворы (например, на Ильинском крестце). На средства прихожан возводились каменные церкви. На возвышенностях к востоку от Великого посада были разбиты великокняжеские сады (о них напоминает название Старосадского переулка).

## Столица единого Русского государства

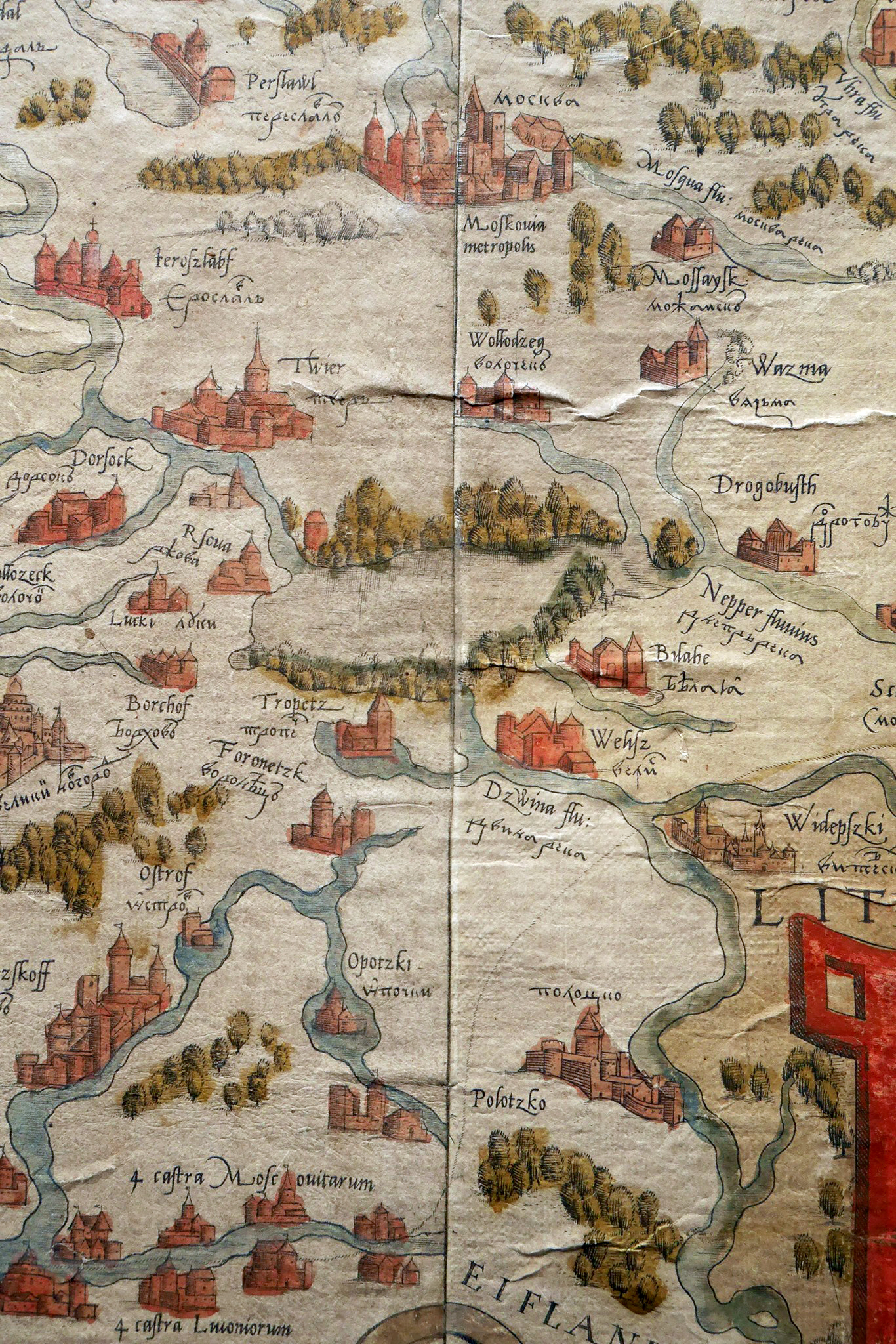
Москва на карте Московии Антония Вида (1555)

В XIV веке в состав города входили Кремль, Китай-город, Белый город. Москва в те годы часто подвергалась пожарам. В 1521 году предместья Москвы пожгли крымские татары Мехмед-Гирея, действующие совместно с казаками Евстафия Дашкевича. В середине XVI столетия посады, долгое время остававшиеся не укреплёнными (что отражено в описании Москвы Сигизмунда Герберштейна, посла Священной Римской империи), получили наконец защиту. В 1535—1538 годах каменными стенами был обнесён Великий посад, называвшийся теперь Новым городом или Китай-городом. Новой доминантой ансамбля Кремля и Китай-города стал возведённый близ главных ворот Кремля (Фроловских) в 1555—1561 годах грандиозный Покровский собор, памятник покорению Казани и Астрахани.
В 1547 году в Москве произошёл большой пожар. В 1565 году после разделения царём Иваном Грозным Русского государства на опричнину и земщину город вошёл в состав последней и стал её центром. Исключением стала западная часть Занеглименья (к западу от нынешнего Бульварного кольца), вошедшая в состав опричнины; предварительно отсюда в земщину было выселено большинство жителей, включая высшую знать. На Никитской улице был построен каменный Опричный дворец (просуществовавший недолго), возникли обслуживавшие опричнину и царский двор слободы кислошников, калашников, конюхов. В 1571 году Москва была сожжена крымским ханом Девлет-Гиреем, но татарам не удалось взять Кремль; вскоре после этого опричнина, показавшая перед лицом врага полную недееспособность, была отменена. В 1591 году от стен Москвы отбиты крымские татары Казы-Гирея.

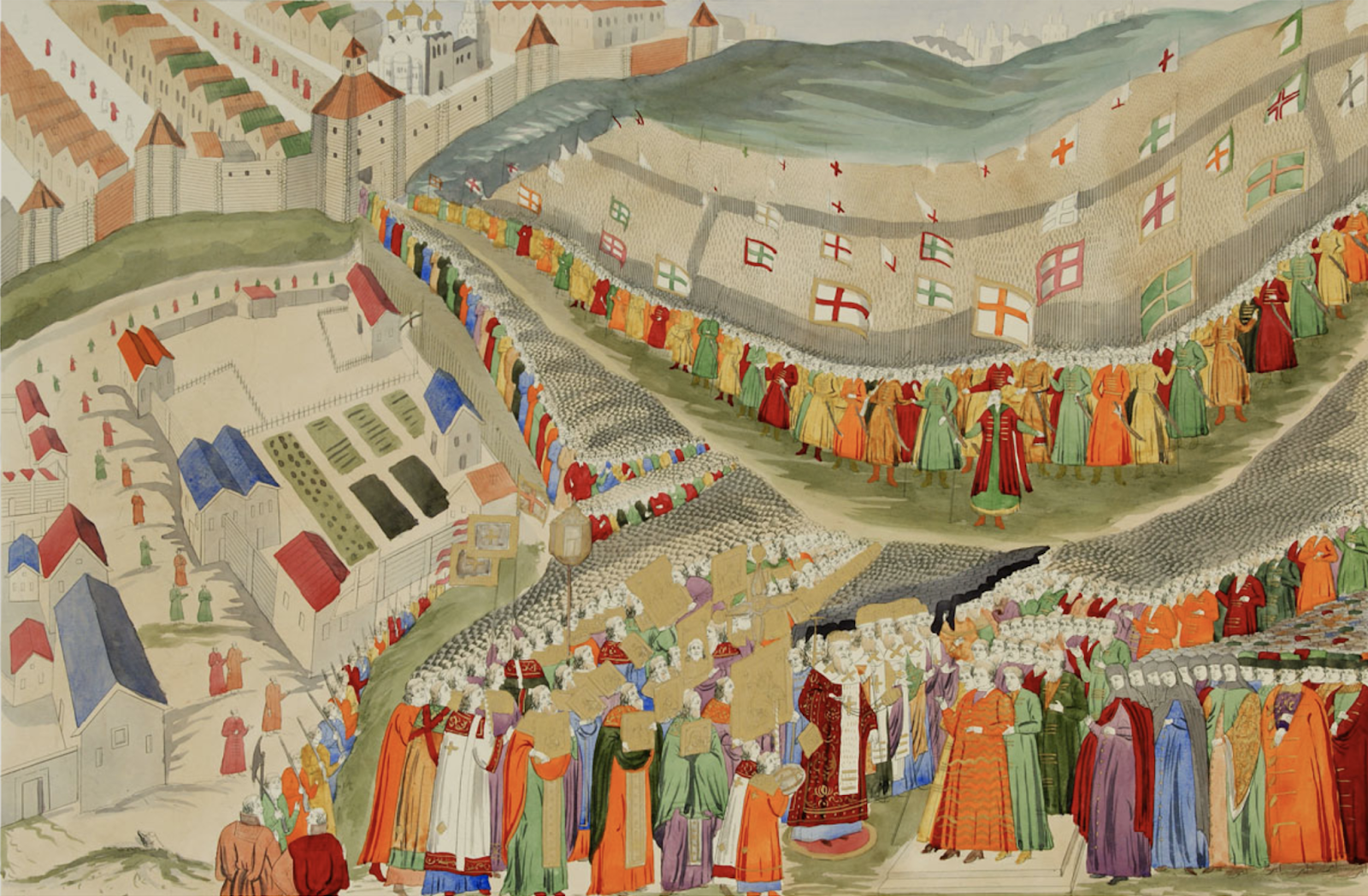
Московская окраина в XVII в. Миниатюра из Коронационного альбома царя Михаила, 1672 г.

К концу XVI века закрепилось значение Кремля как политического центра государства, царской и патриаршей резиденции, в то время как центр общественной и экономической жизни Москвы переместился к востоку от кремлёвских стен, в Китай-город. В северо-западной его части, у Воскресенских ворот, разместились государственные и административные учреждения. Рядом с Покровским собором, а также у Ильинского и Варварского крестцов, кипела торговля (а в восточной части Пожара — на месте современной Красной площади — появились каменные торговые ряды). В Китай-городе появились подворья монастырей, многочисленные дворы богатых купцов, дипломатические представительства иностранных государств (Английский, Испанский, Валашский дворы). К началу XVII века в состав Москвы вошёл Земляной город. В Замоскворечье, особенно в районе современной Большой Ордынки и Климентовского переулка, поселились стрельцы (отчего весь район Замоскворечья к концу XVI века именовался Стрелецкой слободой); между Москвой-рекой и её старицей возникла слобода царских садовников. В 1586—1593 годах по линии современных бульваров были возведены каменные стены Царь-города, впоследствии названного Белым городом. В 1591 году (за один год) на земляном валу было возведено ещё более дальнее кольцо укреплений, деревянная стена, названная Скородомом. За стенами Скородома появились Ямская слобода, Мещанская, Немецкая слобода. Таким образом во второй половине XVI века сформировалась существующая поныне радиально-кольцевая структура плана города. К концу XVI века численность населения приближалась к 100 тыс. человек. Если до XVI века основу застройки Москвы составляли усадьбы горожан, обнесённые глухими заборами (главные строения располагались при этом ближе к центру участка), то с XVI века большая часть построек, особенно в слободах, уже располагалась вдоль улиц (внутри же кварталов находились сады и огороды). Облик посадов формировали и десятки новых каменных храмов (одним только Алевизом Новым их было выстроено 11).

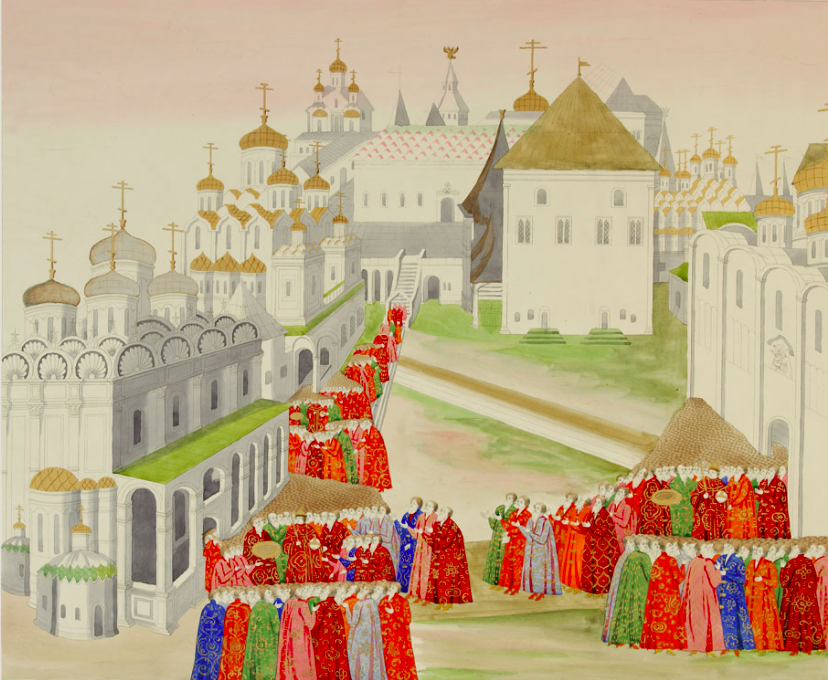
Избрание Михаила Фёдоровича в Московском Кремле, миниатюра 1672 г.

В 1606 году от стен Москвы были отбиты отряды Болотникова. В 1608—1610 годах Москву пытался взять Лжедмитрий II, организовавший неподалёку от неё Тушинский лагерь. В 1610 году Москва была занята поляками Жолкевского после избрания русским царём польского королевича Владислава. В 1611 году Москву пыталось отбить у поляков Первое народное ополчение Прокопия Ляпунова. В 1612 году Москва была взята у поляков войсками ополчения Минина и Пожарского. На подступах к городу были разбиты войска польского гетмана Адама Жолкевского. В 1618 году от Москвы были отбиты войска польского королевича Владислава. В результате событий Смутного времени город был разорён, особенно пострадали посады. Сгоревшие деревянные стены Земляного города (Скородома), вероятно, не возобновлялись, а земляные валы использовались и были реконструированы. После пожаров 1626 и 1629 годов соответственно расширялись улицы Китай-города и Белого города. Рост международных связей Московского государства в XVII веке способствовал развитию в городе иноземных слобод, разместившихся в основном за пределами Земляного города. Выходцы с бывших территорий Речи Посполитой, присоединённых в XVII веке, образовали Панские и Мещанские (от польского място — «город») слободы; на Яузе разрослась возникшая в XVI веке Немецкая слобода.
В 1648 году в Москве произошёл Соляной бунт, а в 1662 году — Медный бунт. Другими важными политическими событиями в жизни Москвы XVII века были стрелецкие восстания 1682 и 1698 годов.
В 1687 году в Москве открылось первое высшее учебное заведение — Славяно-греко-латинская академия. Всё большее развитие в Москве XVII века получало каменное строительство. После постройки в Кремле царского Теремного дворца (1635—1636) по всей Москве появляются каменные дома знати. Крупное московское купечество (например, Никитниковы, заказчики Троицкой церкви в Китай-городе) по влиянию и богатству приближается к знати. Монастырские комплексы приобретают всё менее аскетичный облик — их украшением становятся нарядные церкви в стиле русского узорочья (комплекс Высоко-Петровского монастыря, собор Донского монастыря), стены и башни обрастают каменным кружевом (Новодевичий, Донской монастыри), а трапезные своей пышностью напоминают дворцы (трапезная Симонова монастыря). Приходские храмы также получают богатое оформление в стиле русского узорочья: обычно бесстолпные, увенчанные водружённым на горки кокошников декоративным пятиглавием, с шатровыми колокольнями, они обычно имели пышный (в том числе изразцовый) декор. Таковы, например, церковь Троицы в Никитниках, Григория Неокесарийского на Полянке, Николы в Хамовниках. В последней четверти XVII века сформировалось так называемое «нарышкинское барокко» с его симметричными в плане, центрическими ярусными храмами — как церковь Воскресения в Кадашах, церковь Покрова в Филях, а также утраченные церкви Никола Большой Крест и Успения на Покровке. Кремлёвские башни на протяжении XVII века получили ярусные шатровые завершения. В пригородах сформировались комплексы царских резиденций — были построены дворцы в Коломенском (1667—1670, разобран в 1768; в начале XXI века воссоздан по современным технологиям), Измайлове (середина — вторая половина XVII века), Воробьёве (конец XVII века), Алексеевском (1670-е годы). Размахом отличались и здания государственного назначения, нередко окружённые каменными стенами (новый Гостиный двор в Китай-городе, 1665, впоследствии перестраивался; Печатный, Пушечный, Хамовный и другие государевы дворы).
В 1697 году в селе Преображенском вблизи Москвы был открыт Хамовный двор, «парусная фабрика», при нём был создан канатный завод. Возле Каменного моста в 1705 году появился Суконный двор. В самом конце XVII века, при Петре I, особое развитие получают земли к востоку от Скородома: в сёлах Преображенское, Семёновское, а также в Лефортове появились регулярно распланированные солдатские слободы, а на улицах, ведущих в новую наиболее оживлённую часть города (Покровке, Маросейке, Старой и Новой Басманных) — дома знатных вельмож.

Карта зон старой Москвы. Кремль, Китай-город, Белый город, Земляной город
Гравированный план из книги Сигизмунда Герберштейна Записки о московитских делах, 1556 года издания
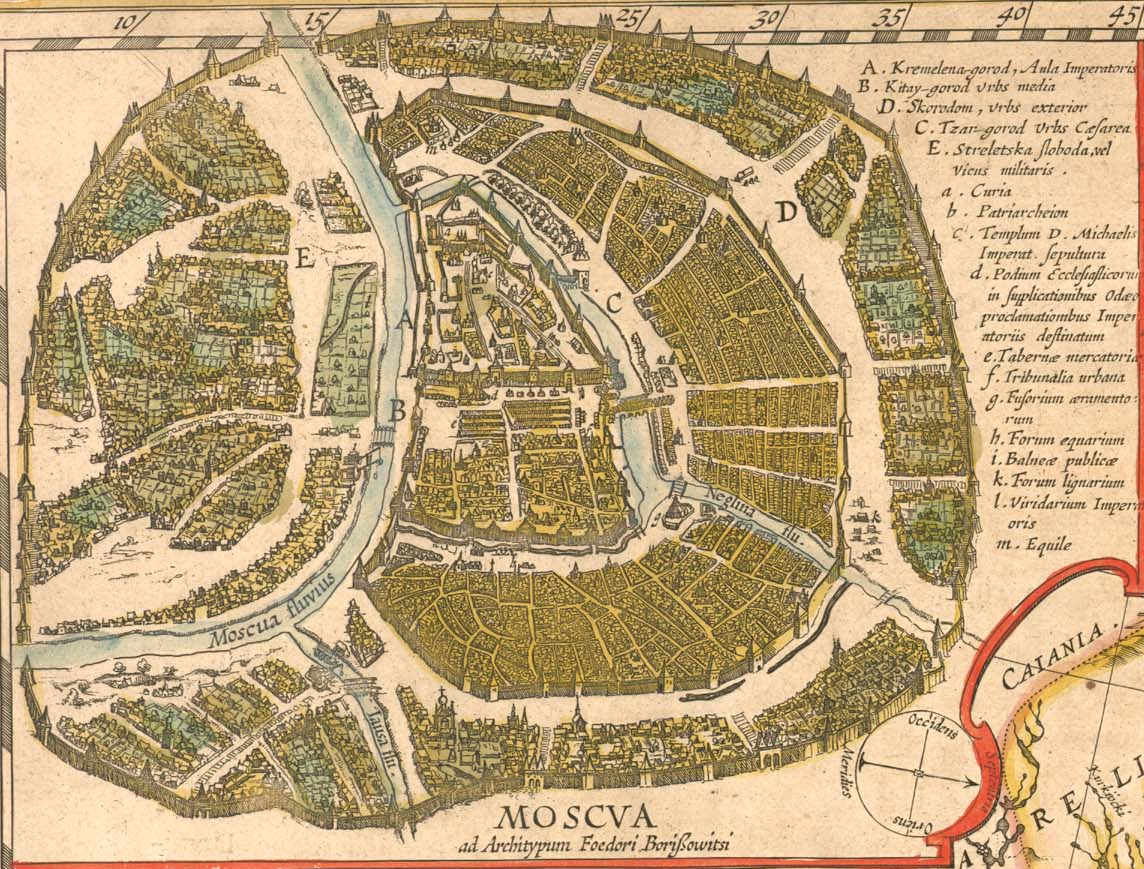
План Москвы из «Космографии» Яна Блау, 1645 г.
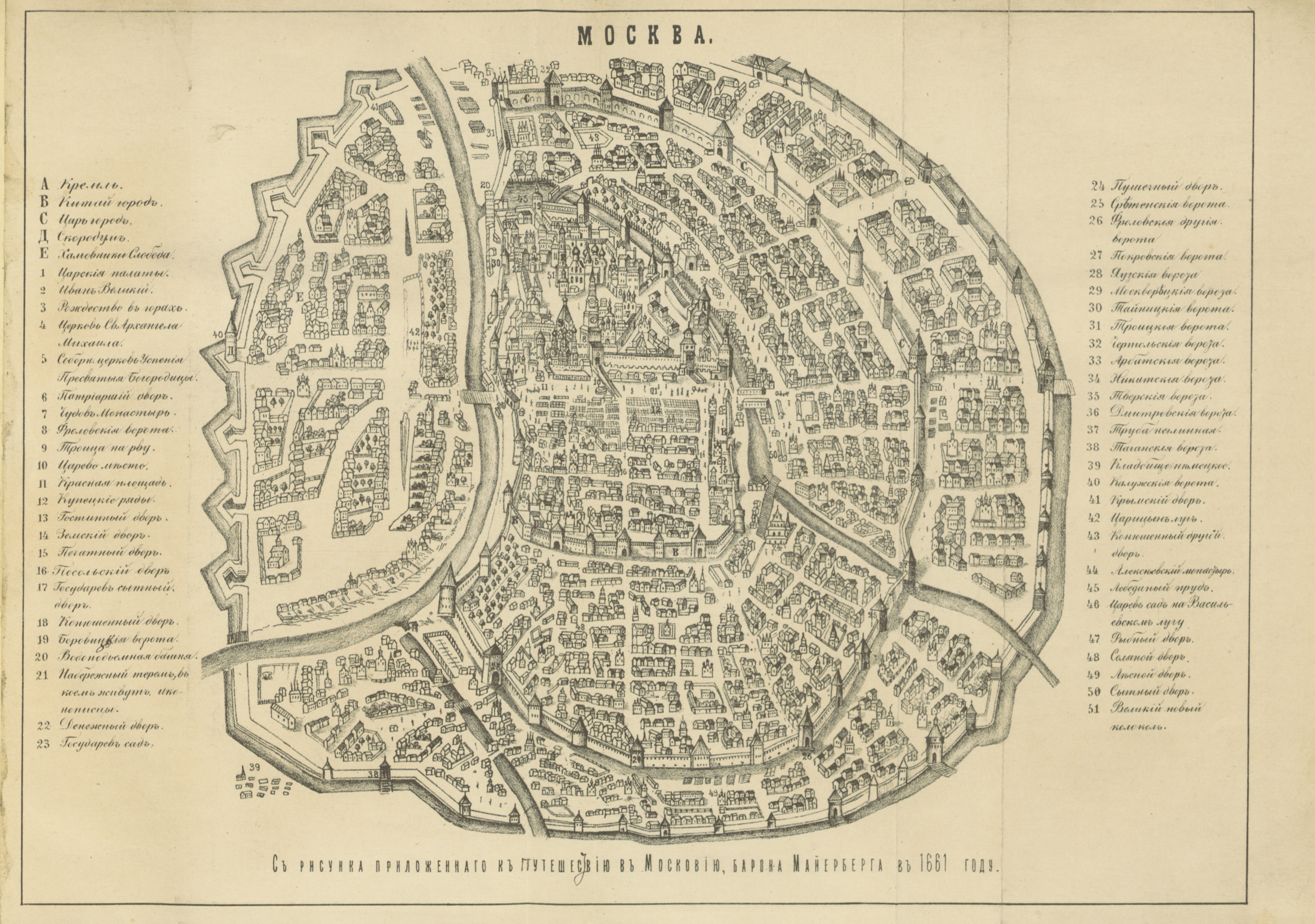
План Москвы Августина Мейерберга, 1661 г.
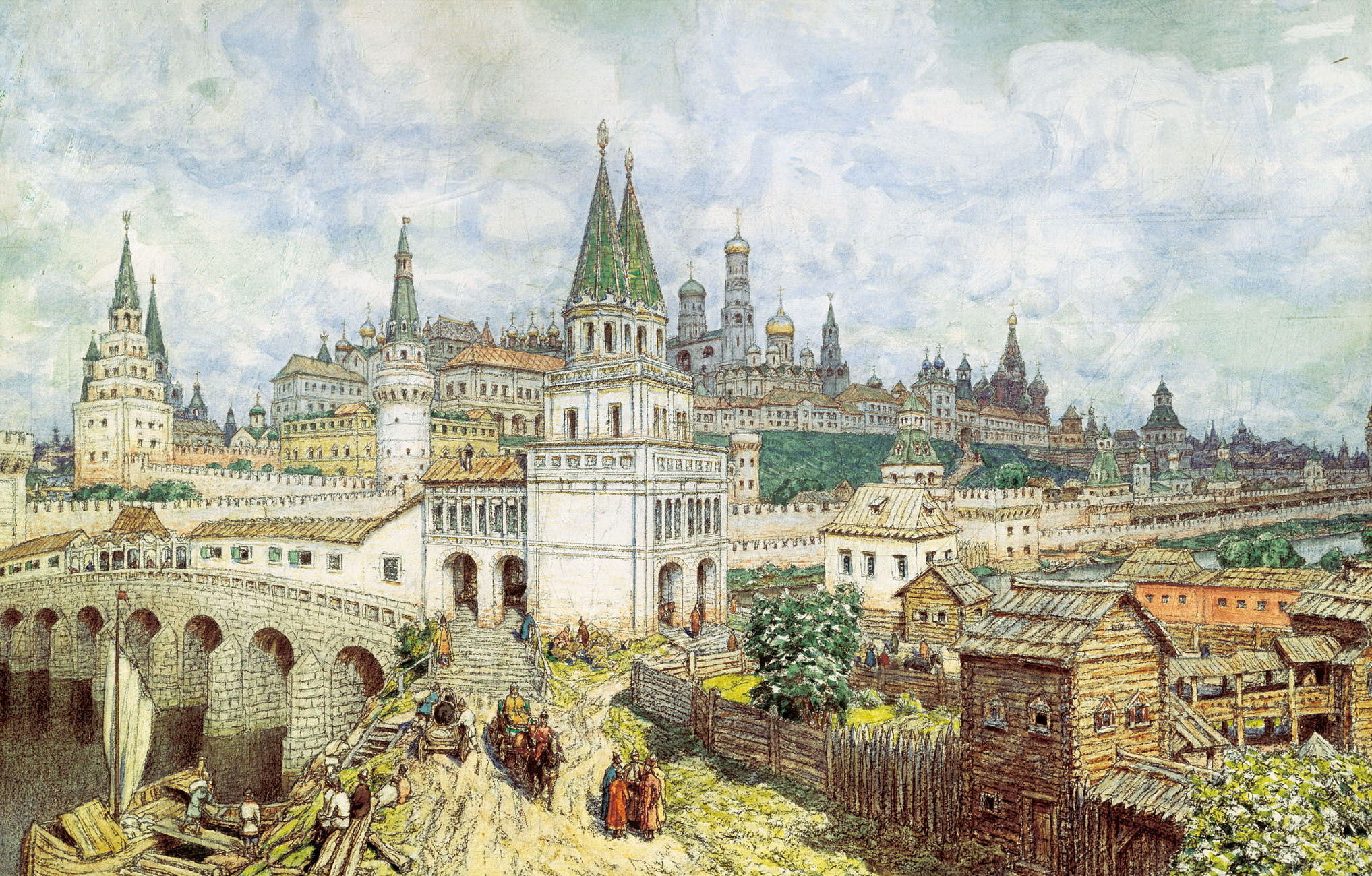
Расцвет Кремля. Всехсвятский мост и Кремль в конце XVII века. А. М. Васнецов

## Российская империя

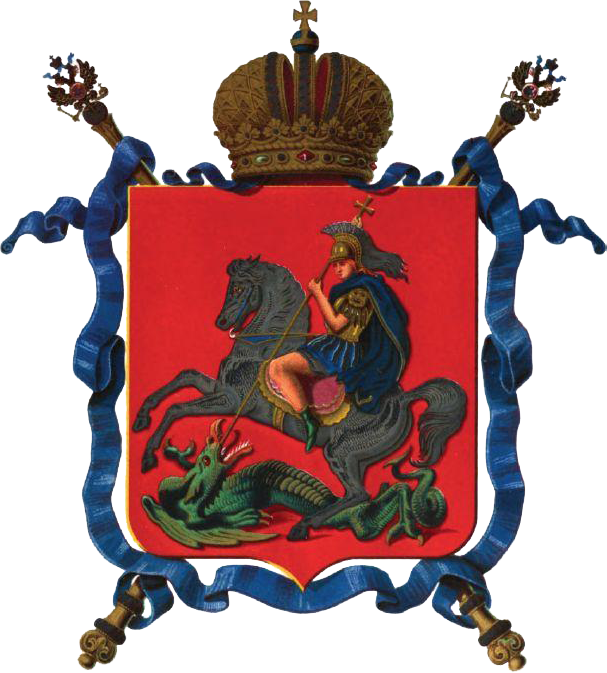
Герб Москвы 1883 года

В 1712 году столица России была переведена в Санкт-Петербург. В 1708 году Москва стала (и оставалась до 1929 года) административным центром Московской губернии. В 1728 году при Петре II в Москву вновь был перенесён императорский двор, который находился здесь до 1732 года, когда Анна Иоанновна вернула его обратно в Санкт-Петербург. Москва сохранила статус «первопрестольной» столицы и была местом коронации императоров. Данный титул применяется для подчёркивания исторического старшинства Москвы как города, в котором впервые появился престол русского царя. В словаре Ф. А. Брокгауза и И. А. Ефрона Москва называется «первопрестольной столицей России». Оставалась Москва и центром притяжения российской знати, — эта роль лишь усилилась после издания Манифеста о вольности дворянства 1762 года.
В 1730 году в Москве впервые появилось уличное освещение. Развивалось заимствованное из европейской практики каменное мощение улиц; новые дома предписывалось строить не за заборами во дворах, а по красным линиям улиц, оформляя их. В 1737 году в Москве произошёл большой пожар. В 1755 году Михаилом Ломоносовым и Иваном Шуваловым по приказу императрицы Елизаветы основан Московский университет. В 1771 году в Москве разгорелась эпидемия чумы, которая унесла жизни более чем 50 тысяч человек (четверть тогдашнего населения города). На пике эпидемии умирало больше тысячи человек в день, трупы не успевали убирать с улиц, а страсти в городе накалились настолько, что привели к Чумному бунту. В качестве одной из мер по прекращению эпидемии был издан указ Правительствующего Сената «О мерах к прекращению эпидемий и устройству кладбищ» от 17 ноября 1771 года, который запретил во всех городах погребения при церквах и потребовал создать новые кладбища за городской чертой (одним из первых было Миусское кладбище). Эпидемия также особенно остро поставила вопрос о водоснабжении города, и Екатерина II, следуя наказам москвичей, 28 июня 1779 года подписала указ о строительстве московского водопровода.

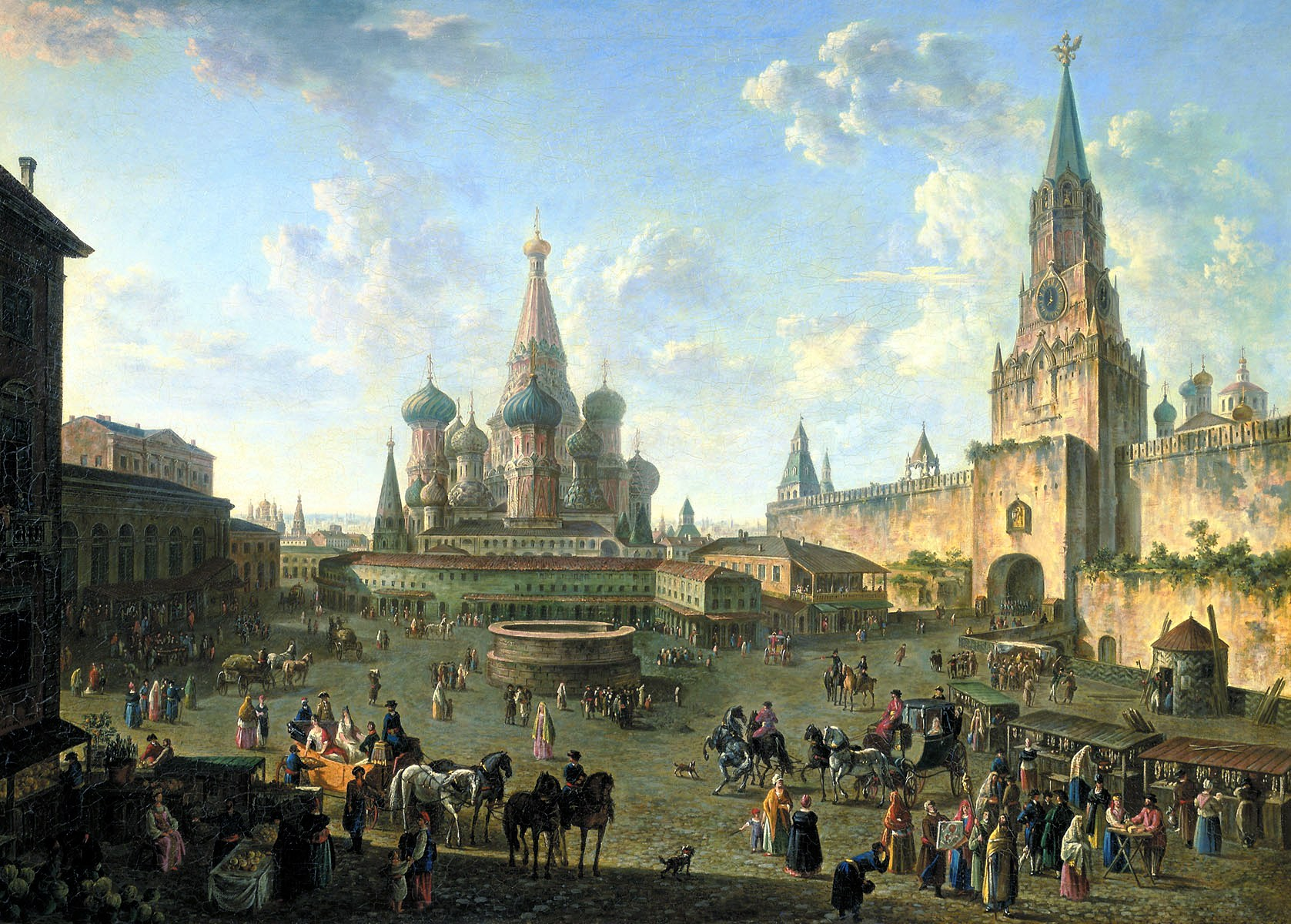
Красная площадь. Фёдор Алексеев, 1801

В 1742 году была сформирована новая городская граница — Камер-Коллежский вал; она охватила многочисленные поселения за пределами Земляного города. Вал, на котором находилось 16 застав, изначально служил для контроля за ввозом в Москву товаров и являлся фактической границей города до второй половины XIX века. В 1775 году Комиссией о каменном строении Санкт-Петербурга и Москвы был издан «Прожектированный план» реконструкции города, в соответствии с которым, в частности, по руслу старицы Москвы-реки был проложен Водоотводный канал. Были снесены утратившие свое военное значение стены Белого города; в 1796 году с открытием Тверского бульвара было положено начало устройству бульваров на месте бывших крепостных стен. В городе появился ряд значительных построек в стиле классицизма — дом Пашкова, Воспитательный дом, Странноприимный дом графа Н. П. Шереметева, Колонный зал Благородного собрания, Голицынская больница, Кригскомисариат и другие.
В 1785 году в соответствии с Жалованной грамотой городам была учреждена Городская Дума, введена выборная должность городского головы.

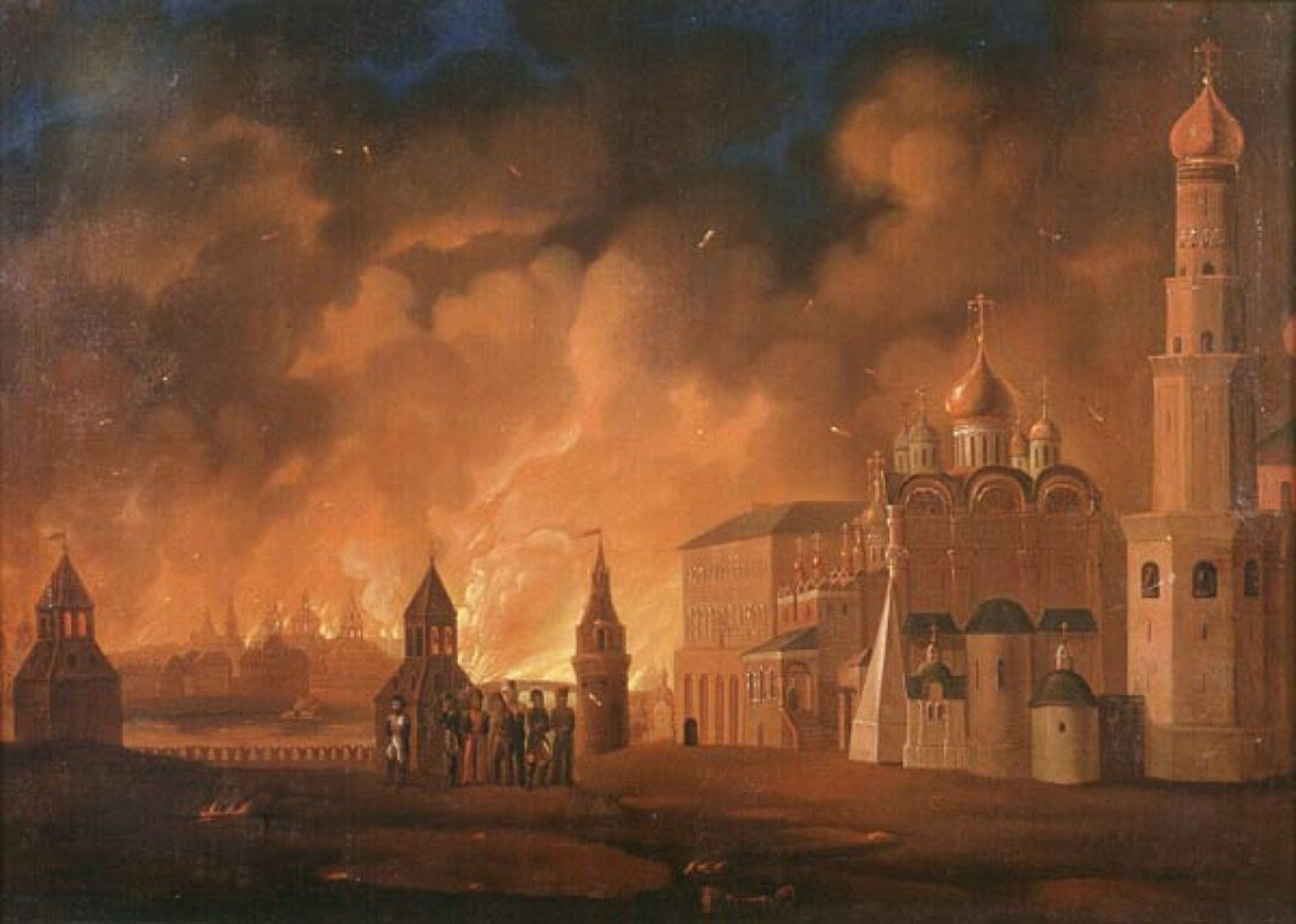
Пожар Москвы. А. Ф. Смирнов, 1813

Во время Отечественной войны 1812 года Москва сильно пострадала. 2 (14) сентября 1812 года по решению военного совета в Филях Москва была оставлена российскими войсками; в тот же вечер город заняли войска Наполеона. Тогда же в городе начались пожары, продолжавшиеся до 8 (20) сентября и уничтожившие, по разным оценкам, от 2/3 до 80 % московских построек. Жертвами пожара стали несколько тысяч человек, утрачены были и культурные памятники — коллекция древностей Алексея Мусина-Пушкина со списком «Слова о полку Игореве», собрание картин Алексея Орлова-Чесменского, уникальные книжные собрания Дмитрия Бутурлина, Николая Румянцева, Василия Пушкина. 6 (18) октября основные силы французской армии покинули город, в ночь на 11 (23) октября из Москвы ушли войска французского губернатора маршала Мортье; после этого русскими казаками были захвачены французские сапёры, оставленные в Кремле для подрыва зданий (часть фитилей была потушена москвичами).
Для руководства работами по восстановлению Москвы после пожара 1812 года была создана Комиссия для строения Москвы (1813—1843), в которую вошли виднейшие архитекторы. К 1840 году была реконструирована Красная площадь, на месте убранной в трубу реки Неглинной был устроен Александровский сад, были созданы Воскресенская площадь и Театральная площадь, были построены здания Большого и Малого театров, Манежа, 1-й Градской больницы, Провиантских складов. По линии полуразрушенного Земляного вала была проложена новая магистраль — Садовое кольцо (названная по выходившим на бывший Земляной вал палисадникам домов). Белый город — вслед за Кремлём и Китай-городом — стал районом обязательной каменной застройки. Архитектура послепожарных построек была унифицирована в едином ампирном ключе.
В 1840-х годах появился первый общественный транспорт — линейки. В 1851 году было открыто железнодорожное сообщение Москвы с Санкт-Петербургом. В 1852 году начала работать линия телеграфа, соединившая Москву с Санкт-Петербургом.
После отмены в 1861 году в России крепостного права резко ускорился рост населения Москвы. Так, если в 1864 году в ней проживало 364 тыс. человек, то в 1882 году — уже 752 тыс. человек. Незадолго до проведения переписи населения Российской империи 1897 года население города перешагнуло миллионный рубеж и составило на момент переписи (28 января 1897 года) 1 038 591 человек.
В Москве возникали новые промышленные предприятия, при этом преобладала лёгкая, особенно текстильная промышленность. К концу XIX века Москва стала вторым после Петербурга промышленным центром России. Крупнейшими предприятиями Москвы были Прохоровская мануфактура, ситценабивная фабрика Э. Цинделя, механический завод братьев Бромлей, металлургический завод Гужона, завод Гакенталя, завод Дангауэра и Кайзера.
Москва стала главным железнодорожным узлом России. Вслед за Николаевской железной дорогой были построены Нижегородская (1862), Северная (1862), Рязанская (1864), Курская (1868), Белорусская (1870), Рязано-Уральская (1862—1899), Киевская (1899), Савёловская (1900) и Балтийская (1901) железные дороги.

В 1867 году на многих улицах Москвы появилось газовое освещение. В 1872 году в Москве появилась конная железная дорога (конка). В 1882 году в Москве появился телефон. В 1883 году в районе Пречистенских ворот были установлены первые в Москве дуговые электрические фонари. В Москве появились новые архитектурные доминанты — огромный храм Христа Спасителя, построенный как памятник освобождению России от войск Наполеона; Большой Кремлёвский дворец; Исторический и Политехнический музеи. В пригородах Москвы (Царицыно, Кунцево, Перово и других) возникли многочисленные дачные посёлки.
В 1896 году в ходе мероприятий, приуроченных к коронации императора Николая II, на Ходынском Поле произошла крупная давка со значительным количеством жертв, получившая название «Ходынская трагедия».

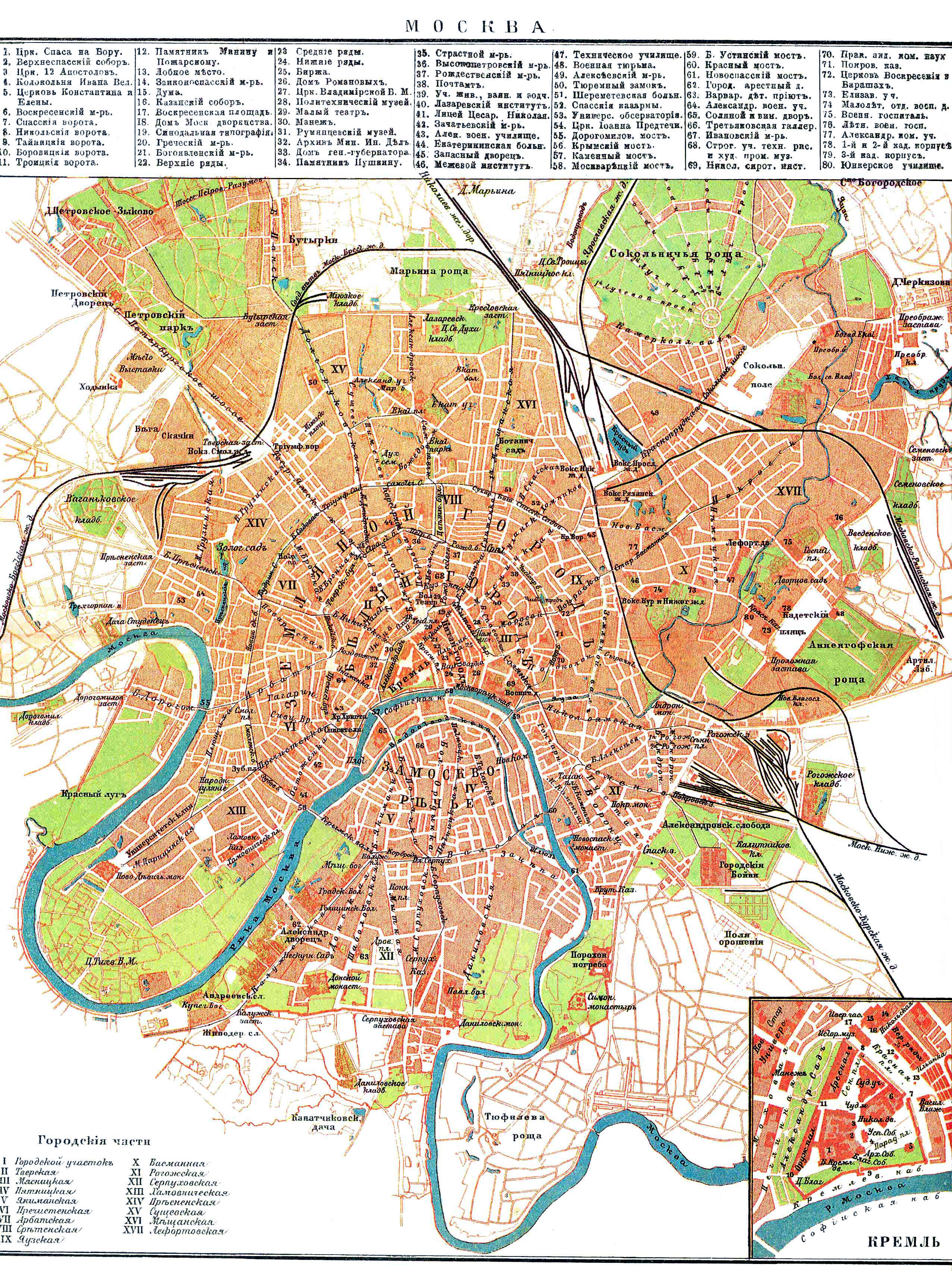
Карта Москвы 1895 года

30 июля 1898 года начала работать 1-я очередь московской канализации. 31 декабря 1898 года была открыта междугородная телефонная линия Москва — Петербург. В 1899 году в Москве начал действовать электрический трамвай. В декабре 1905 года, во время революции 1905—1907 годов, в Москве произошло одно из крупнейших в России вооружённое восстание, подавленное войсками. В 1903—1908 годах была построена Окружная железная дорога, связавшая все дороги московского железнодорожного узла.
После начала Первой мировой войны в 1914 году в Москву с фронтов стали прибывать раненые, которых помещали везде, где только было возможно. Нагнетание антигерманских настроений в мае 1915 года привело к погромам, направленным против проживавших в городе жителей немецкого происхождения.

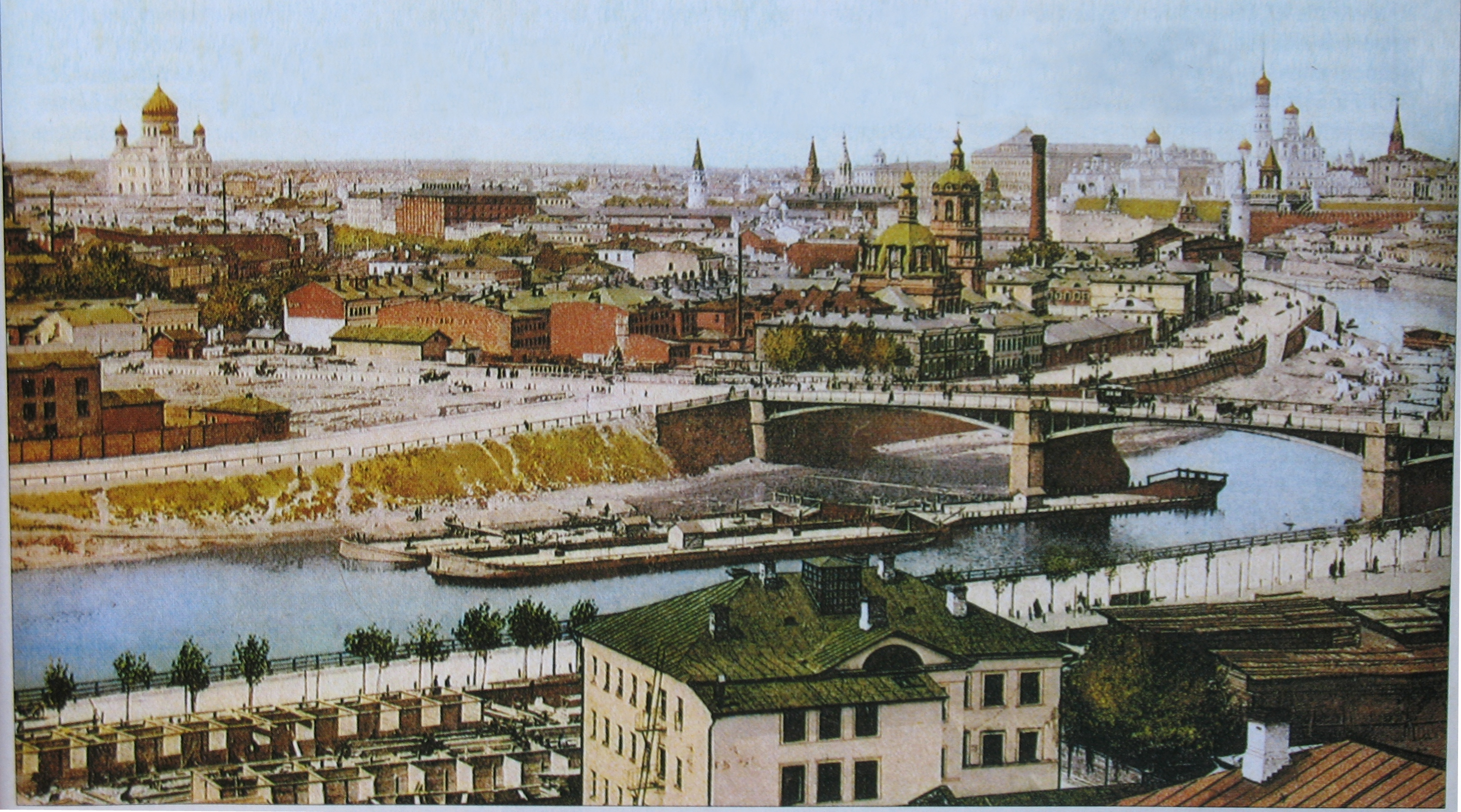
Фрагмент панорамы Москвы 1912 года

После Февральской революции 1917 года в Москве вместо бывших полицейских участков были образованы комиссариатские участки, во главе которых стали районные думы. Был избран Совет рабочих депутатов, затем образовался Совет солдатских депутатов. В марте 1917 года также были созданы восемь районных советов рабочих депутатов. С 27 октября (9 ноября) по 2 (15) ноября 1917 года в Москве происходили ожесточённые уличные бои между сторонниками большевиков и защитниками власти Временного правительства (при этом существенно пострадал Кремль). В итоге сторонники большевиков одержали победу, и 3 (16) ноября 1917 года в Москве была установлена советская власть. Началась новая, советская эпоха в развитии города.

## Советская Москва

Административно-территориальные изменения Москвы с 1922 по 1995 годы

С 1917 по 1991 год руководство городом осуществлял Моссовет. 12 марта 1918 года Москва стала столицей Российской Советской Федеративной Социалистической Республики, в 1922 году — Союза Советских Социалистических Республик. В 1929 году Москва стала столицей Московской области, образованной вместо Московской губернии (в 1931 году Москва была выделена в отдельную административную единицу). Население столицы быстро росло: если в 1923 году его численность составляла около 1,5 млн человек, то в 1936 году уже около 3,6 млн человек. В городе началось интенсивное развитие транспортной инфраструктуры. Так, в 1924 году в Москве открылось автобусное движение, в 1933 году был запущен первый троллейбусный маршрут, а в 1935 году для пассажиров открылась первая линия метрополитена. В 1932—1937 годах для решения проблемы водоснабжения города был построен канал Москва — Волга, после чего Москва получила неформальный статус «порта пяти морей». В 1935 был принят генеральный план реконструкции города. В то же время историческая застройка центра города подверглась выборочному уничтожению; был разрушен ряд храмов и монастырей, в числе которых архитектурные шедевры XVII века церковь Успения на Покровке и храм Святителя Николая Большой Крест, храм Христа Спасителя, Страстной монастырь. С 1932 года в Москве было уничтожено не менее 426 памятников мирового значения.

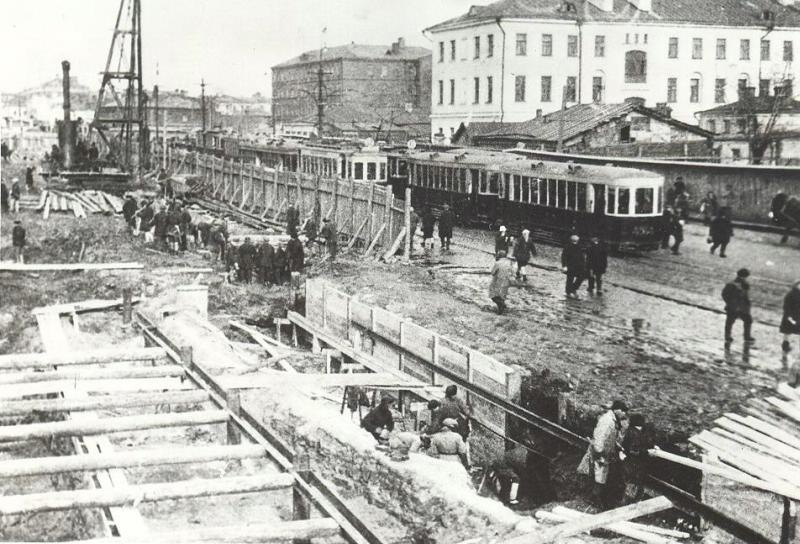
Строительство первой линии Московского метро

С начала 1930-х, в годы индустриализации, в Москве интенсивно развивается промышленность, в первую очередь металлообрабатывающая, машиностроительная, электротехническая; были построены крупные предприятия авиа- и автомобилестроения. В это время страна и город нуждались в высококвалифицированных кадрах, поэтому в Москве быстрыми темпами развивается сеть высших и средних технических учебных заведений — в столице были созданы Московский финансово-экономический институт, Московский энергетический и Московский авиационный институты, Институт механизации и электрификации сельского хозяйства, горный, нефтяной, геологоразведочный, станкостроительный и полиграфический институты, Институт стали и сплавов, Институт цветных металлов и золота и другие.
Также важным направлением поддержки индустриализации была реализация достижений науки на производстве. Город внёс существенный вклад и в этой отрасли. В тридцатые годы в Москве была создана целая сеть научно-исследовательских и проектных институтов технического профиля, крупнейшими из которых были: Реактивный научно-исследовательский институт, Институт машиноведения, Экспериментальный научный институт металлорежущих станков, Научный автотракторный институт, Центральный институт авиационного моторостроения, Энергетический институт, Всесоюзный институт лёгких сплавов, Всесоюзный институт электромеханики и электромашиностроения и многие другие. Подавляющее большинство из них входило в систему Академии наук СССР. В это время в городе также развиваются средства массовой информации, издаётся много газет, с 1939 года организовано регулярное телевизионное вещание.

### В период Великой Отечественной войны
Во время Великой Отечественной войны в городе располагались Государственный комитет обороны и генеральный штаб Рабоче-крестьянской Красной армии, было сформировано народное ополчение (свыше 160 тыс. чел.). С осени 1941 года по апрель 1942 года город подвергался массированным бомбардировкам германской авиации, которые, однако, не привели к большим разрушениям.

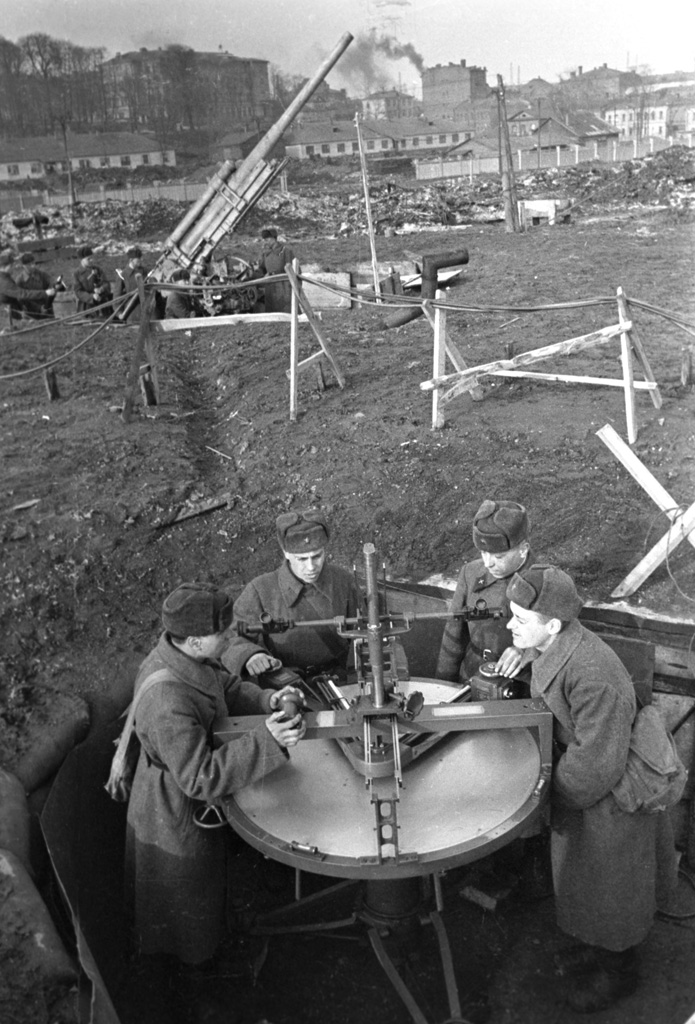
Группа наведения зенитного расчёта при обороне Москвы, 1 ноября 1941

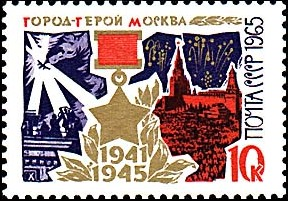
Почтовая марка СССР «Город-герой Москва», 1965

Зимой 1941—1942 годов произошла знаменитая битва под Москвой, в которой советские войска одержали первую в мире победу над вермахтом с момента начала Второй мировой войны. В октябре 1941 года немецкие войска подступили вплотную к Москве; многие промышленные предприятия были эвакуированы, началась эвакуация правительственных учреждений в Куйбышев. 20 октября 1941 года в Москве было введено осадное положение. Но, несмотря на это, 7 ноября на Красной площади состоялся военный парад, войска с которого отправлялись прямо на фронт. В декабре 1941 года наступление немецкой группы армий «Центр» под Москвой было остановлено; в результате успешного контрнаступления советских войск под Москвой немецкие войска отброшены от столицы.
В знак столь славной и важной в стратегическом плане победы 1 мая 1944 года была учреждена медаль «За оборону Москвы». В 1965 году Москве было присвоено почётное звание «Город-Герой». 24 июня 1945 года на Красной площади состоялся Парад Победы. Командовал парадом Рокоссовский, принимал парад Жуков. Затем в течение 20 лет парады Победы не проводились. В дальнейшем проведение парада на Красной площади в Москве каждый год в День Победы стало традицией.

### После Великой Отечественной войны
В 1947 году было масштабно отпраздновано 800-летие Москвы, но отпраздновано в сентябре, а не 4 апреля как по Ипатьевской летописи.

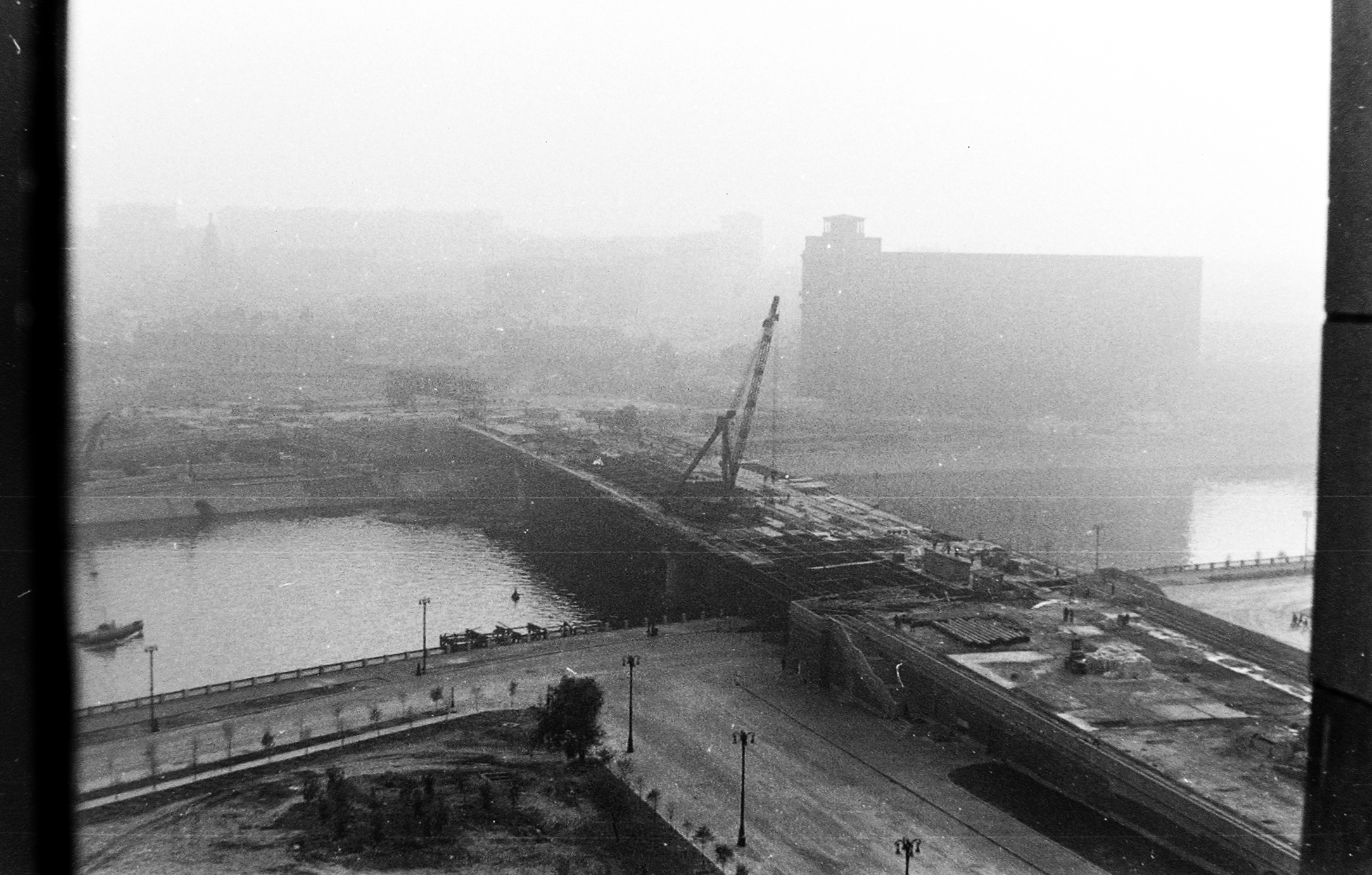
Строительство Новоарбатского моста, 1957

В 1952—1957 годах было проведено строительство семи высотных зданий, впоследствии получивших название «Сталинских высоток» и ставших одним из символов Москвы советской эпохи. На севере Москвы появился большой ансамбль Всесоюзной сельскохозяйственной выставки (ВДНХ). К 1956 году был построен большой спортивный комплекс в Лужниках.
Зимой 1959—1960 годов в Москве произошла вспышка чёрной оспы, которую привёз из Индии известный художник, дважды лауреат Сталинской премии Алексей Кокорекин, присутствовавший на сожжении умершего брамина.
Москва развивалась быстрыми темпами, к городу присоединялись бывшие пригороды (Бабушкин, Люблино, Перово, Кунцево, Тушино и другие). Со строительством Московской кольцевой автомобильной дороги в 1960 году сформировались новые границы Москвы. Началась массовая застройка города типовыми многоэтажными жилыми домами — сперва на юго-западе столицы, выбранном в качестве экспериментального района, а затем и в других частях Москвы. В конце 1960-х — начале 1970-х годов серьёзной перестройке подвергся центр города. Ради расширения существующих улиц, строительства новых магистралей и многоэтажных жилых домов были снесены архитектурные памятники. К крупнейшим проектам относится прокладка в 1962—1968 годах сквозь старую городскую застройку проспекта Калинина (нынешнего Нового Арбата) с двадцатипятиэтажными зданиями, слабо увязанного с исторической средой. В Останкине была построена телевизионная башня высотой 553 м.
В 1957 и 1985 годах в Москве прошли соответственно VI и XII по счёту Всемирные фестивали молодёжи и студентов. В 1980 году Москва принимала XXII летние Олимпийские игры.
10 марта 1975 года во дворце спорта «Сокольники», после завершения товарищеского матча между юниорской сборной СССР и канадской юниорской командой «Бэрри Кап», произошла давка из-за жевательной резинки «Wrigley», в которой погиб 21 человек.
8 января 1977 года в Москве была осуществлена серия терактов.

### Проекты переименования
В советский период, а именно в 20-е — 50-е годы XX века, периодически поднимался вопрос о переименовании Москвы с тем, чтобы дать столице СССР более «революционное» название.
Так, 23 февраля 1927 года группа советских административных работников из 216 человек направила на имя Председателя Всероссийского центрального исполнительного комитета М. И. Калинина ходатайство, в котором просила переименовать Москву в город Ильич, мотивируя это тем, что В. И. Ленин — «основатель свободной Руси». Однако данному ходатайству официального хода не дали.
В 1938 году нарком внутренних дел СССР Н. И. Ежов, ссылаясь на «мнение трудящихся», предложил переименовать столицу в Сталинодар, но данная идея была отвергнута И. В. Сталиным. В 1953 году, после смерти Сталина, вновь был поднят вопрос о переименовании Москвы — на этот раз в город Сталин, но изменившаяся вскоре политическая конъюнктура не дала реализовать и это предложение.

## Постсоветский период

Герб Москвы с 1995 года

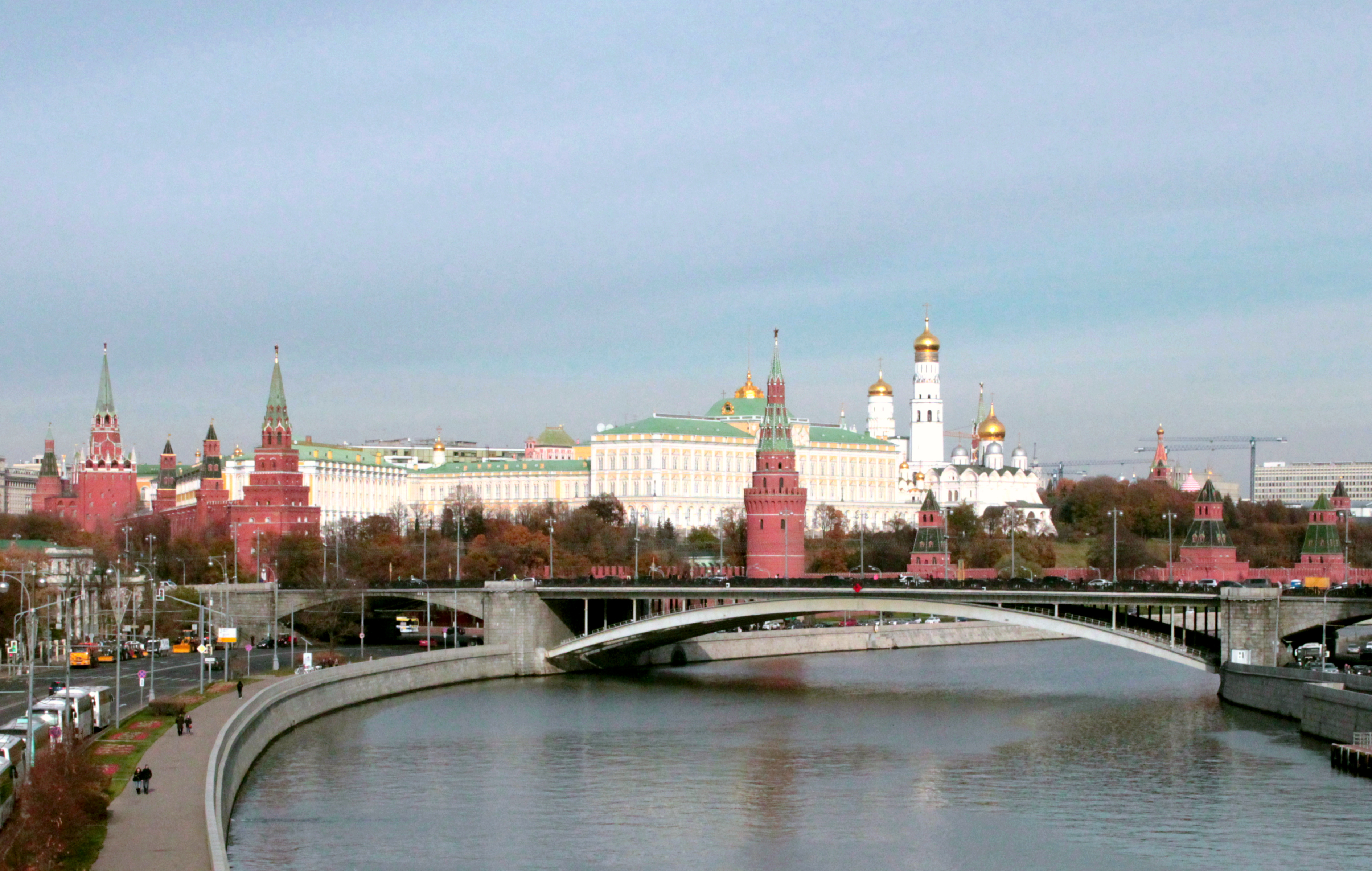
Московский Кремль и Большой Каменный мост

В начале 1990-х годов Москва пережила одни из самых трагических событий в своей истории XX века. 19—22 августа 1991 года в городе произошёл августовский путч, организованный Государственным комитетом по чрезвычайному положению (ГКЧП). К 1993 году конституционно-государственный кризис, возникший в результате противостояния президента и парламента, достиг своей кульминации. 3—4 октября 1993 года произошла попытка захвата телецентра «Останкино» и расстрел здания Верховного Совета («Белого дома»).
В городе произошли значительные перемены. 25 декабря 1991 года Москва была провозглашена столицей Российской Федерации; согласно принятой в 1993 году Конституции РФ Москва — субъект РФ, город федерального значения. В 1991 году учреждён пост мэра Москвы — высшего должностного лица в система городской власти (в 1991—1992 годах на этом посту работал Гавриил Попов, в 1992—2010 Юрий Лужков, с 2010 года Сергей Собянин). В 1995 году были утверждены новые официальные символы столицы — герб, флаг и гимн города — и принят ныне действующий устав Москвы. Началось восстановление храмов, строительство полномасштабной копии взорванного большевиками храма Христа Спасителя. Масштабно отмечались праздники, приуроченные к 850-летию города в 1997 году; а в 2005 году — к 60-летию Победы в Великой Отечественной войне, когда был открыт мемориальный комплекс Победы на Поклонной горе и одноимённая станция метро, ставшая самой глубокой в Московском метрополитене.
В 1990-х годах в Москве быстрыми темпами возводились рынки. Под вещевые рынки отдавались крупнейшие стадионы: «Лужники», «Олимпийский», «Динамо». Крупнейшим оптовым рынком Москвы стал Черкизовский. Переход страны на путь развития рыночной экономики сопровождался в 1990-е годы разделом московской собственности. Перешли в частные руки крупнейшие московские предприятия, банки, магазины, жильё. Городские улицы покрылись рекламными щитами, рекламными растяжкам на дорогах.
В 1996 году было принято решение об отмене документов мэрии Москвы, связанных с регистрацией граждан и установлением обязательного платежа в размере 500 МРОТ (около $6,1 тыс.). Эти документы были признаны противоречащими Конституции Российской Федерации и решению Конституционного суда РФ.
В конце XX — начале XXI века город впервые столкнулся с угрозой международного терроризма. В Москве произошло несколько террористических актов:
- 1999 — взрывы жилых домов на улице Гурьянова (8 сентября) и на Каширском шоссе (13 сентября).
- 2000 — террористический акт в переходе на Пушкинской площади (8 августа).
- 2002 — террористический акт в театральном центре на Дубровке (23—26 октября).
- 2003 — террористический акт во время проведения рок-фестиваля «Крылья».
- 2003 — взрыв у гостиницы «Националь».
- 2004 — подрыв самолётов ТУ-134 и ТУ-154, вылетевших из аэропорта Домодедово (24 августа).
- 2004 — террористический акт на перегоне между станциями метро «Автозаводская» и «Павелецкая» радиальная (6 февраля); террористический акт у станции метро «Рижская» (31 августа).
- 2009 — подрыв поезда «Невский экспресс», выехавшего с Ленинградского вокзала.
- 2010 — взрывы в метро.
- 2011 — взрыв в аэропорту Домодедово.
- 2024 — теракт в «Крокус Сити Холле» (22 марта)

В последние годы в Москве прошло много международных культурных и спортивных мероприятий. Так, в 1998 году в городе прошли Первые Всемирные юношеские игры. В 1999 году на стадионе «Лужники» состоялся финальный матч розыгрыша Кубка УЕФА. 14—20 марта 2005 года в Москве проходил Чемпионат мира по фигурному катанию. В 2007 году в Москве проводился Чемпионат мира по хоккею. 21 мая 2008 года на стадионе «Лужники» состоялся финал Лиги чемпионов УЕФА («Манчестер Юнайтед»— «Челси»), в город съехалось несколько тысяч болельщиков этих английских футбольных клубов. В мае 2009 года в московском спорткомплексе «Олимпийский» состоялось проведение конкурса песни «Евровидение».
1 июля 2012 года к Москве была присоединена часть Московской области (т. н. «Новая Москва») площадью 148 тыс. га (с городами Троицк, Московский, Щербинка). После этого территория города расширилась на юго-запад непосредственно до границы с Калужской областью.

### Строительный бум

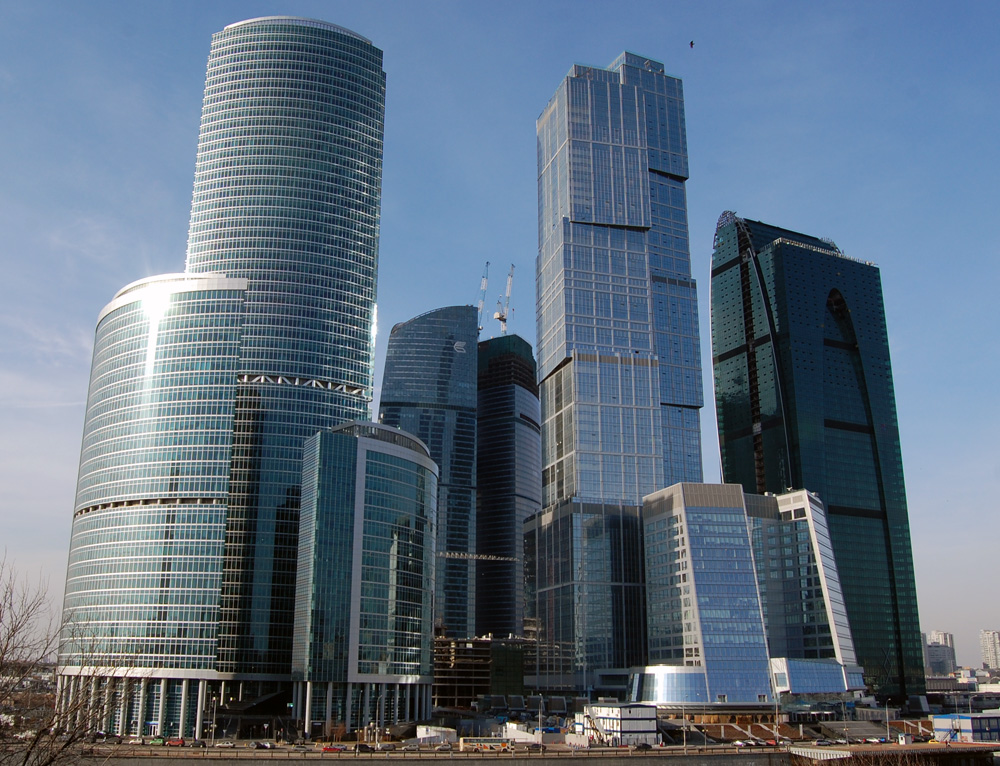
«Москва-Сити», 2010

В наше время город переживает капитальное архитектурное преобразование. Город капитально перестраивается — строятся многоэтажные офисные здания, современная транспортная инфраструктура, элитное жилье, которое может быть не востребовано в период наступившего финансового кризиса. Появляются программы по строительству доступного широким кругам населения жилья.
СМИ зачастую употребляют словосочетание «строительный бум», описывая происходящие процессы в городе в конце 1990-х годов — начале XXI века. При этом они замечают, что из-за крайне высокой стоимости земли в центральной части города, этот бум негативно влияет на сохранность исторического облика города. Чтобы сэкономить деньги, инвесторы зачастую объявляют здания ветхими и сносят их, строя на их месте взамен современные многоэтажные здания.
В те же годы сложилось явление под названием «точечная застройка», когда посреди сложившихся кварталов, например, на месте детской площадки, вырастал новый высотный жилой дом. Подобная практика вызывала протесты со стороны москвичей. В 2008 году «точечная застройка» была запрещена, однако по сообщениям ряда СМИ застройщики успешно находят способы для преодоления подобных запретов.
В числе других негативных последствий строительного бума СМИ называют приток в столицу большого количества мужчин из российских регионов и южных стран СНГ. Аналитики предсказывают, что безработные, лишившись работы на стройках из-за экономического кризиса, ухудшат статистику уличной преступности и уже вызывают рост социальной напряжённости, отмечается и рост числа бездомных собак, которых прикармливают на стройплощадках охранники и строители.

### Транспортные проблемы

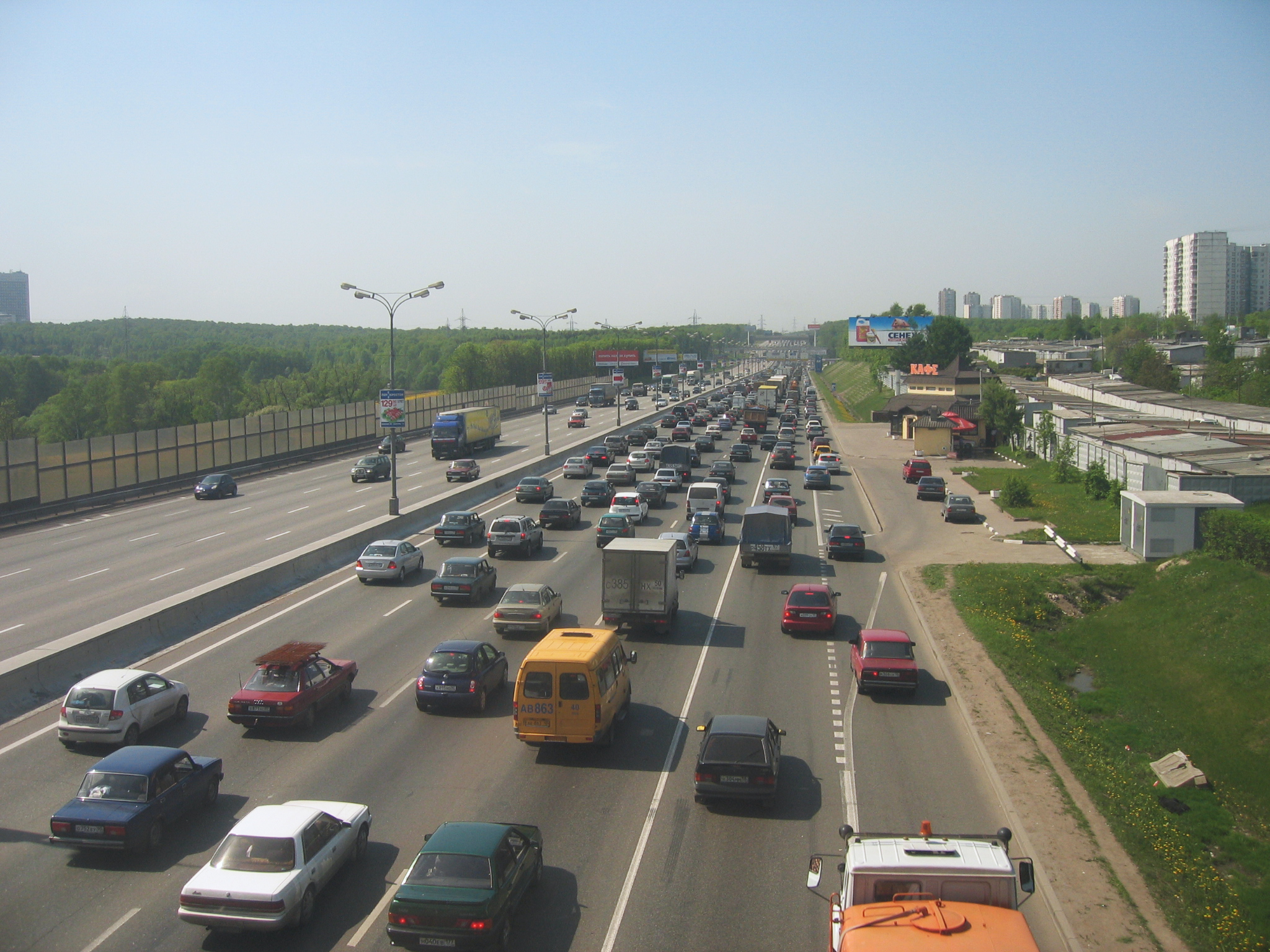
МКАД в районе Битцы

Город испытывает серьёзные транспортные проблемы, в первую очередь связанные со взрывным ростом количества автотранспорта (к 2009 году количество автомобилей в городе достигло 3,5 млн единиц) и значительно отстающими от него темпами строительства автодорог. Директор НИиПИ Генплана Москвы Сергей Ткаченко отмечает, что одна из причин транспортного коллапса в городе — традиционная кольцевая и радиальная структура городских улиц и отсутствие при этом хордовых магистралей. Его позицию разделяет и научный руководитель НИИ транспорта и дорожного хозяйства Михаил Блинкин, указывая в качестве другой причины проблемы недальновидное строительство крупных торговых центров в местах, где и без того наблюдается большое скопление автотранспорта и там, где были бы уместней перехватывающие парковки для личного автотранспорта, к примеру, возле станций метро «Юго-Западная» и «Речной вокзал».
Вместе с тем в начале XXI века городскими властями были приняты решения по демонтажу трамвайных путей ряда маршрутов. Ликвидация трамвайного движения на Ленинградском проспекте с целью крупномасштабной реконструкции этой магистрали вызывала протест группы граждан в 2006 году.
В постсоветский период финансирование метрополитена было резко снижено, активных работ по расширению метрополитена практически не велось, но к 2000-м годам финансирование было возобновлено. К 2009 году строительство и ввод в эксплуатацию новых станций было существенно задержано из-за проблем финансирования.